# Histoire de la recherche sur le changement climatique

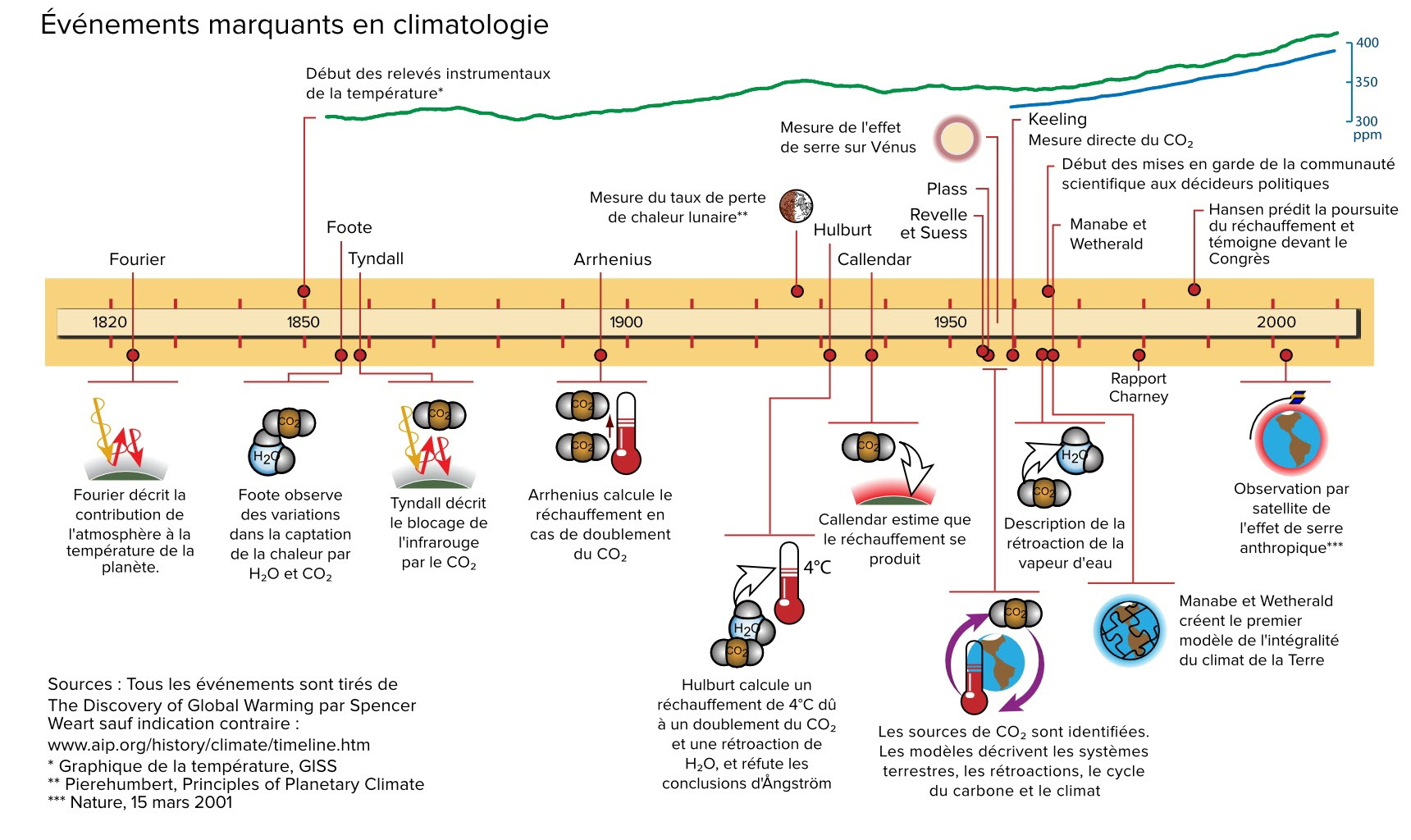
Chronologie des principaux événements de l'histoire de la science du climat, de 1820 à aujourd'hui.

L'histoire de la recherche sur le changement climatique décrit la découverte et l'étude des principes scientifiques liés au changement climatique provoqué par les activités humaines depuis le milieu du XXe siècle et la relation avec les changements climatiques naturels des cycles glaciaires.
L'étude systématique des changements climatiques naturels a commencé dans la première moitié du XIXe siècle avec la reconstruction progressive des cycles glaciaires et d'autres changements environnementaux induits par le climat dans le cadre de la paléoclimatologie et de la recherche sur le Quaternaire. L'influence humaine sur le système climatique de la Terre par le biais des gaz à effet de serre a été soupçonnée dès la fin du XIXe siècle, mais les calculs correspondants ont été fortement mis en doute jusque dans les années 1960.
Alors que l'effet de serre a été découvert dès 1824, l'effet de réchauffement du climat dû à l'augmentation constante de la concentration de dioxyde de carbone dans l'atmosphère terrestre n'a pu être quantifié que vers la fin des années 1950, grâce à l'amélioration des méthodes de mesure et à l'élargissement de la base de données. Bien que certains scientifiques aient noté que la pollution atmosphérique d'origine humaine pouvait également refroidir le climat, la recherche climatique a de plus en plus privilégié l'hypothèse d'un réchauffement à partir du milieu des années 1970. Dans les années 1990, des modèles informatiques plus avancés et une meilleure compréhension des périodes froides ont conduit au consensus suivant : les gaz à effet de serre jouent un rôle majeur dans le changement climatique, et les émissions d'origine humaine sont responsables du réchauffement planétaire en cours.

## Émergence et discussions de la théorie de l'effet de serre (XIXesiècle-1950)

### Premières théories de la période glaciaire
En tant que l'un des pionniers du concept des temps préhistoriques, le polymathe anglais Robert Hooke soupçonne déjà vers la fin du XVIIe siècle en se basant sur l'étude des fossiles du Jura (tels que les ammonites et les tortues de mer) que le climat du sud de l'Angleterre a dû être considérablement plus chaud au début de la période géologique. Sur cette base, il suggère de déterminer les climats des habitats primitifs à l'aide des fossiles. Contre la croyance alors largement répandue issue du mythe de la création biblique, l'hypothèse d'une époque primitive, qui englobait des périodes considérablement plus longues que l'histoire humaine historiquement documentée, n'a pu prévaloir qu'un siècle plus tard. Au cours du siècle des Lumières et avec le développement de la géologie dans la science moderne à partir de 1750, l'idée d'une préhistoire bien plus longue que les temps bibliques a progressivement gagné du terrain. Néanmoins, de nombreux scientifiques sont alors encore influencés par des idées religieuses, comme le montre la dispute sur le basalte. L'ingénieur et géographe Pierre Martel apporte une première contribution à l'établissement de la théorie de la période glaciaire en 1742. Selon lui, les glaciers de Chamonix étaient autrefois beaucoup plus étendus, ce qui suggère un climat passé bien plus froid que le climat moderne. Une opinion similaire est partagée par son compatriote suisse Gottlieb Sigmund Gruner, qui, dans son livre Voyages à travers les régions les plus étranges de l'Helvétie en 1778, associe le conglomérat d'anciennes moraines terminales aux développements glaciaires antérieurs. Avec ces connaissances, Martel et Gruner ont des décennies d'avance sur leur temps. La possibilité de glaciations étendues en raison d'un climat façonné par l'ère glaciaire est soulevée à la fin du XVIIIe siècle, mais l'idée est trop révolutionnaire pour être acceptée par la science.

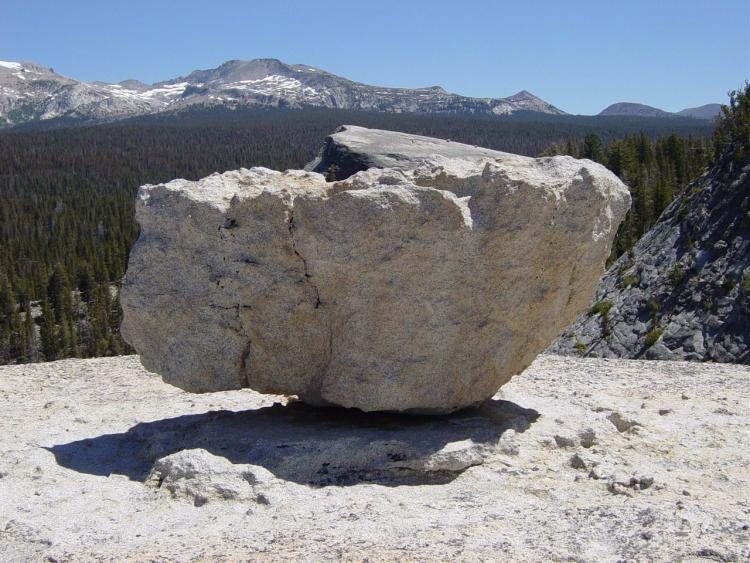
Des blocs erratiques déposés par des glaciers loin de tout glacier existant, ont conduit les géologues à la conclusion que le climat avait changé dans le passé.

Entre 1780 et 1830, un débat fondamental, en partie motivé par la religion, prend place entre les neptunistes et les plutonistes. Le déluge, thème central des neptunistes, constitue dans la première moitié du XIXe siècle, un véritable événement géologique, synonyme de plusieurs inondations mondiales. La controverse entre les neptunistes et les plutonistes est également devenue apparente dans le différend sur l'origine et la « migration» des blocs erratiques déposés par les glaciers de la période glaciaire dans la région alpine, dans les plaines du nord de l'Allemagne et en Scandinavie et qui sont caractéristiques des glaciers. L’énigme des rochers largement dispersés est discutée de plus en plus intensément à partir de 1760 : la théorie de la dérive, les inondations, les coulées de boue et de gravats ainsi que les éruptions volcaniques sont utilisées comme explications pour le transport de ces blocs erratiques.
À cette époque, il y a encore un long chemin à parcourir pour approfondir la compréhension de la dynamique des glaciers et de la morphologie glaciaire, et seuls les travaux et les recherches de Louis Agassiz, Jean de Charpentier, Karl Friedrich Schimper et Ignace Venetz commencent à brosser un tableau de plus en plus différencié du climat de la période glaciaire à partir de 1830 et des processus associés,,.

### Le soleil comme cause du changement climatique?
En 1801, l'astronome William Herschel découvre qu'entre 1650 et 1800, une période plus tard connue sous le nom de petit âge glaciaire, un petit nombre de taches solaires semble être associé à de mauvaises récoltes de blé et, selon lui, à des températures inhabituellement basses. La relation qu'il déduit entre les changements cycliques de l'activité solaire et les fluctuations naturelles du climat est cependant controversée à l'époque et sera ensuite discutée jusqu'à la fin du XXe siècle,.[source secondaire nécessaire]

### Recherche sur l'âge glaciaire quaternaire

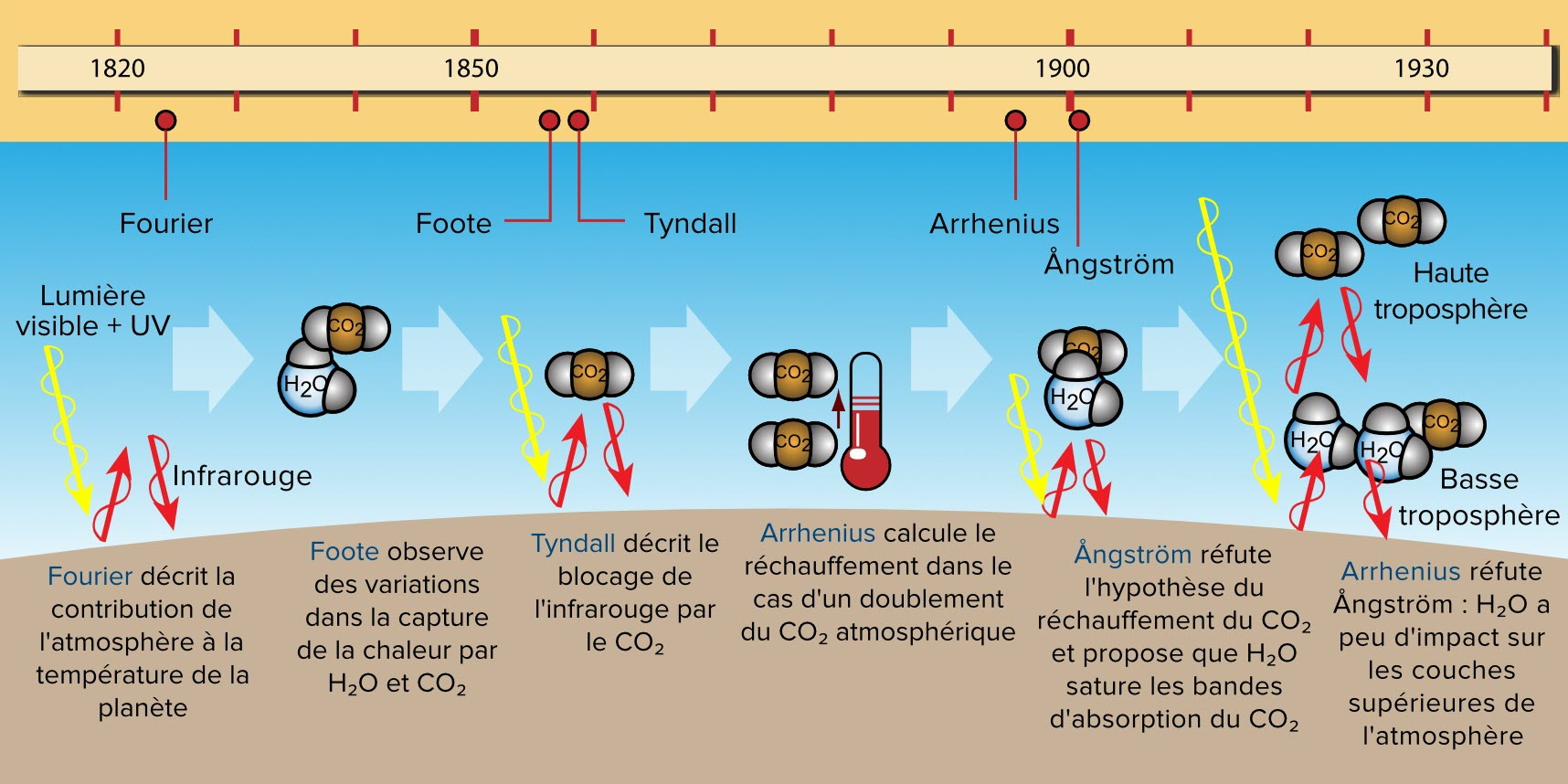
Chronologie des principaux événements de l'histoire de la science du climat, 1820 à 1930.

Jusqu'au milieu du XIXe siècle, les partisans désormais plus nombreux de la théorie de la période glaciaire ont rassemblé tellement de preuves et de « témoins climatiques » de l'existence d'une période glaciaire antérieure qu'il devient progressivement plus difficile d'ignorer les arguments avancés. Au cours de l'exploration géologique de l'Amérique du Nord, il est également devenu clair que la phase froide observée en Europe n'était pas un phénomène régional, mais avait apparemment affecté tout l'hémisphère nord. Le modèle de l'âge glaciaire est confirmé par la découverte de traces de glaciation très anciennes en Afrique, en Australie et en Inde, qui, selon les connaissances actuelles, sont attribuées à la glaciation du permocarbonifère il y a environ 300 millions d'années.
En tant que l'un de ses représentants les plus infatigables, le naturaliste suisse Louis Agassiz (1807–1873) a fait campagne pour l'acceptation scientifique du concept de la période glaciaire. Lors de nombreux voyages, combinés à des conférences devant un public académique, et à travers la publication de plusieurs ouvrages, il apporte une contribution décisive à la vulgarisation de ses idées. Néanmoins, vers 1850, un consensus scientifique sur ce sujet n'est pas encore en vue.
Cela a été retardé principalement pour les raisons suivantes :
- Pour la plupart des géoscientifiques contemporains, un « hiver mondial », tel que le postulaient des chercheurs comme Karl Friedrich Schimper, signifiait un retour au catastrophisme fondé par Georges de Cuvier et à la théorie du cataclysme qui lui était associée. Ce point de vue a été remplacé par le concept « moderne » d'uniformitarisme du géologue anglais Charles Lyell.
- En même temps que les résultats géologiques d'une période glaciaire, on trouvait aussi dans les couches stratigraphiques correspondantes des indices clairs de périodes chaudes antérieures. Cette apparente incompatibilité est devenue sans objet avec les progrès de la chronostratigraphie et de la géochronologie, notamment avec la découverte que la période glaciaire quaternaire avait été interrompue à plusieurs reprises par des interglaciaires comme la période chaude de l'Eémien.
- Pendant des décennies, les idées sur l'extension possible et le comportement d'écoulement des glaciers se sont orientées sur l'exemple des glaciers alpins. Tirant des conclusions globales de cette perspective locale, les géoscientifiques de l'époque rejetaient presque unanimement l'idée d'une croissance en taille de champs de glace couvrant la moitié des continents. Cette doctrine a changé radicalement avec le début de l'exploration et de la mesure de la calotte glaciaire du Groenland dans la deuxième moitié du XIXe siècle.

À quelques exceptions près, la théorie des périodes glaciaires a été généralement acceptée au plus tard vers 1880 et est devenue un pilier important des géosciences sous la forme de la recherche sur le quaternaire. Cependant, il a longtemps manqué un modèle théorique solide capable de décrire correctement, d'un point de vue physique, les causes des différentes périodes chaudes et froides de l'histoire de la Terre. Malgré cela, les bases de la climatologie actuelle se sont développées en partie parallèlement à la théorie des périodes glaciaires et remontent, dans leurs débuts, loin dans le XIXe siècle.

### Température, chaleur et rayonnement thermique
L'utilisation généralisée des thermomètres, y compris dans les serres, a commencé dans la première moitié du XVIIIe siècle (échelles de température selon Fahrenheit, Réaumur et Celsius 1724, 1730 et 1742). En 1767, Horace-Bénédict de Saussure mesurait l'intensité du rayonnement solaire dans les vallées et en hauteur sous forme de température dans des boîtes en verre superposées. Dans une version améliorée, une première « boîte de cuisson solaire », il a atteint des températures de plus de 100 °C.
L'observation de la dynamique des changements de température a conduit Joseph Black, le découvreur du dioxyde de carbone, à distinguer la quantité de chaleur de la température dans la seconde moitié du XVIIIe siècle. Il a fondé les concepts de chaleur latente et de capacité thermique, mais avait une idée erronée de l'impulsion du flux de chaleur compensant les différences de température (voir Théorie calorique),. En 1791, Pierre Prévost a déduit des expériences de Saussure et de Marc-Auguste Pictet, qui avaient représenté des corps chauds ou froids sur des thermomètres à l'aide de miroirs concaves métalliques, qu'un équilibre thermique pouvait s'établir entre des corps uniquement par rayonnement.

### Jean-Baptiste Fourier

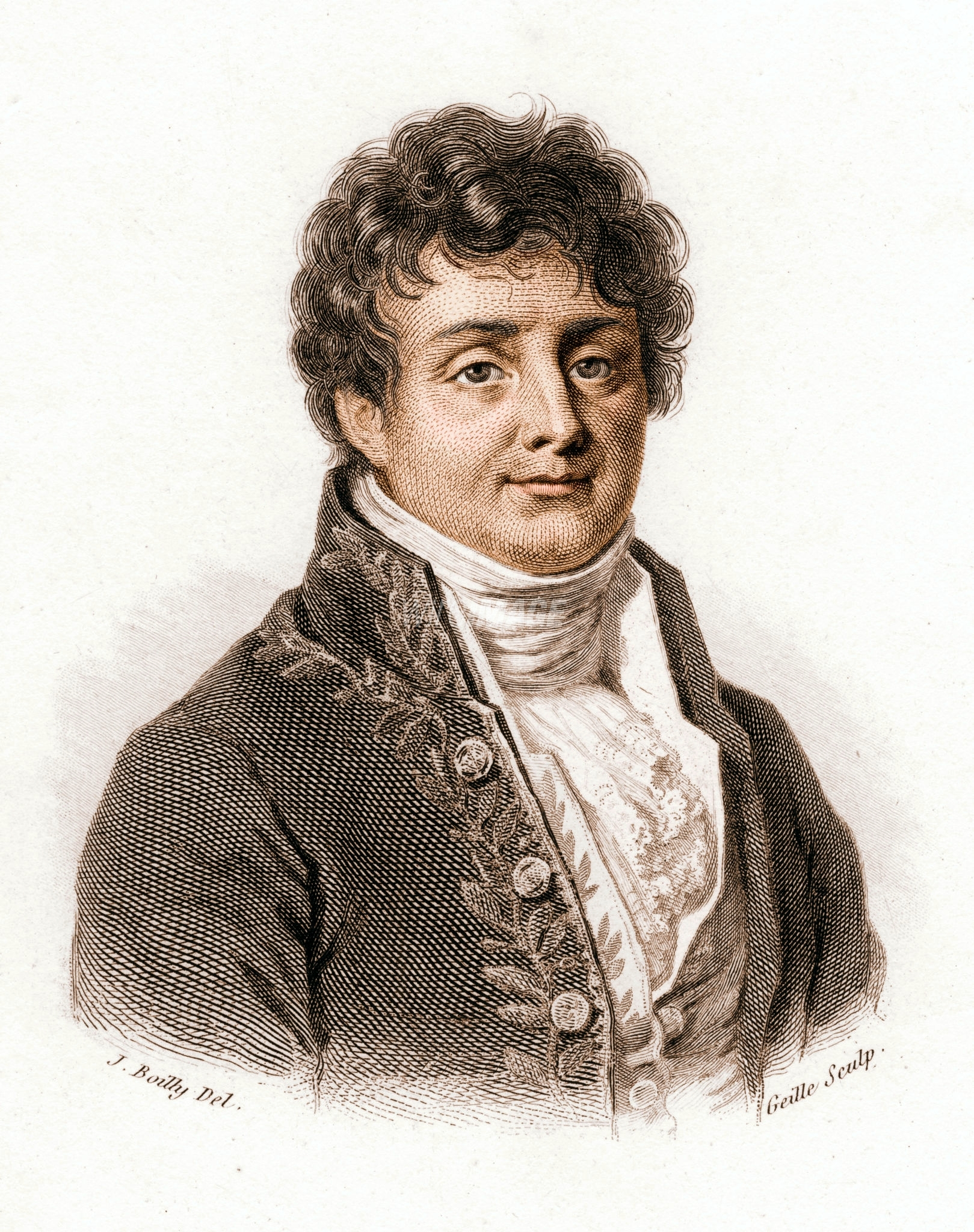
Jean Baptiste Joseph Fourier, Portrait de Julien Léopold Boilly (1796)

Jean Baptiste Joseph Fourier (1768-1830) a expliqué en 1824 l'effet de serre atmosphérique. Il remarqua que la terre était beaucoup plus chaude qu'elle ne devait l'être, selon une estimation grossière, sans atmosphère. Il a constaté que l'atmosphère est très bien « transparente » à la lumière visible, mais pas au rayonnement infrarouge émis par le sol réchauffé. Les nuages adouciraient les nuits en absorbant ce rayonnement. Il a comparé cet effet à celui de la boîte de cuisson de Saussure,.
Fourier a correctement reconnu que la majeure partie du réchauffement résultant de la boîte de cuisson n'était pas due à l'effet de serre, mais à l'arrêt de la convection. Le réchauffement de la boîte était donc principalement dû au fait que le rayonnement solaire agissait comme source de chaleur et que la circulation entre l'air extérieur et l'air intérieur était empêchée. Le terme d'« effet de serre », créé au début du XXe siècle, est encore utilisé aujourd'hui en climatologie, bien que l'effet de serre atmosphérique soit principalement basé sur l'effet climatique de différents gaz à effet de serre. Fourier constatait tout aussi correctement que des changements naturels ainsi que des influences de la civilisation humaine pouvaient avoir un impact sur le climat. Il s'attendait toutefois à ce que de tels changements soient uniquement dus à des modifications de la réflectivité, c'est-à-dire de l'albédo de la Terre. Bien que Fourier comptait sans aucun doute parmi les meilleurs mathématiciens et scientifiques de son époque, il n'a pas réussi à décrire mathématiquement l'effet de réchauffement de l'effet de serre.

### Eunice Newton Foote

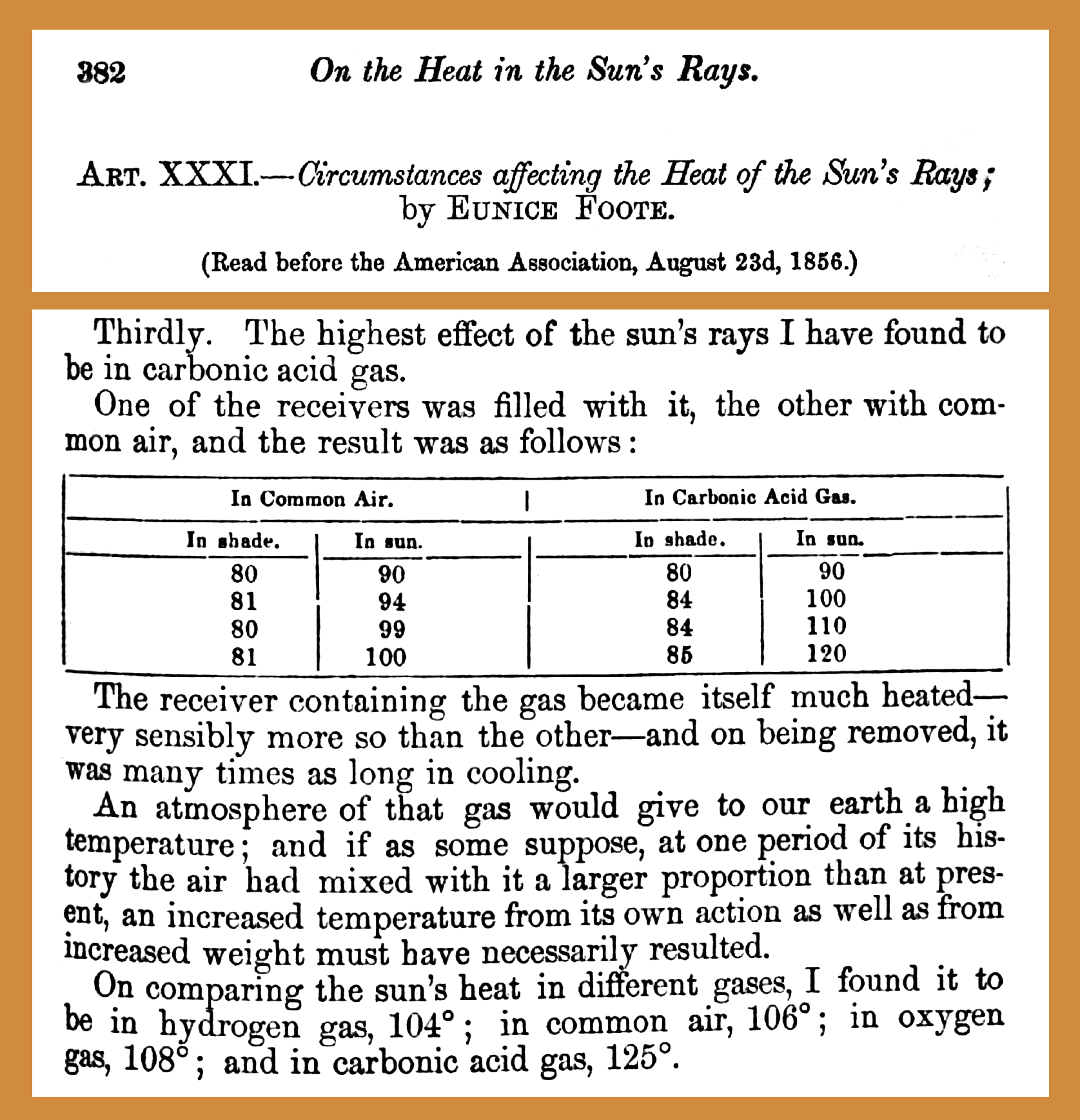
Eunice Newton Foote a reconnu l'effet de capture de la chaleur du dioxyde de carbone en 1856, en évaluant ses implications pour la planète.

L'effet chauffant du rayonnement électromagnétique sur différents gaz est étudié en 1856 par Eunice Newton Foote, qui décrit ses expériences avec des tubes de verre exposés à la lumière du soleil. L'effet chauffant du soleil apparaît plus important avec de l'air comprimé qu'avec un tube sous vide et plus important avec de l'air humide qu'avec de l'air sec : « Troisièmement, j'ai constaté l'effet le plus puissant des rayons solaires avec du gaz carbonique » (autre nom du dioxyde de carbone). Elle poursuit : « Une atmosphère de ce gaz donnerait à notre Terre une température élevée ; et si, comme certains le supposent, à un moment donné de son histoire, l'air était mélangé à ce gaz dans une plus grande proportion qu'aujourd'hui, il doit nécessairement résulter de son action, ainsi que d'une augmentation de son poids, une température élevée. »
Son travail est d'abord présenté par le professeur Joseph Henry lors de la réunion de l'Association américaine pour l'avancement des sciences en août 1856 et décrit dans une courte note par le journaliste David Ames Wells. Il est publié la même année dans l'American Journal of Science and Arts mais passe largement inaperçu, avant d'être redécouvert au XXIe siècle,,.

### John Tyndall
« De la même manière qu'un barrage provoque un gonflement local d'un fleuve, notre atmosphère, qui agit comme une barrière aux radiations provenant de la Terre, génère une augmentation des températures à la surface de la Terre. »

— John Tyndall

Le spectrophotomètre de John Tyndall (dessin de 1861) mesure la quantité de rayonnement infrarouge absorbée et émise par différents gaz remplissant son tube central.

C'est ainsi que John Tyndall (1820-1893) a décrit en 1862 l'effet de serre naturel. Il a identifié les gaz responsables de cet effet au cours de nombreuses mesures effectuées avec la plus grande précision possible à l'époque. Il a découvert que la vapeur d'eau était responsable de la majeure partie de l'effet de serre. Il qualifia tout aussi correctement la contribution des autres gaz, comme le dioxyde de carbone (CO2) ou l'ozone (O3), de nettement plus faible influence, mais non négligeable.
Les mesures de Tyndall se basaient entre autres sur les travaux préliminaires de Macedonio Melloni, qui avait fait œuvre de pionnier en ce qui concerne la technique de mesure nécessaire. Dans l'appareil de Tyndall, un tube d'environ un mètre de long a été utilisé, dont les extrémités ont été recouvertes de fenêtres en sel gemme, car contrairement aux vitres, celles-ci sont transparentes au rayonnement infrarouge. À une extrémité, il a placé de l'eau bouillante, dont la température est très facile à maintenir stable au point d'ébullition, et à l'autre extrémité, un thermocouple connecté à un ampèremètre sensible. L'oscillation de l'ampèremètre était une mesure de la quantité de rayonnement infrarouge qui pouvait traverser le tube jusqu'au thermocouple. L'étude du spectre d'absorption des gaz de l'atmosphère terrestre ne faisait pas l'objet de ses mesures ; il se concentrait sur une quantification de la capacité d'absorption du rayonnement infrarouge.
Convaincu du bien-fondé de la théorie de la glaciation, alors controversée, il se rendit à plusieurs reprises en Suisse à partir du milieu des années 1850 (en 1856 avec le biologiste Thomas Henry Huxley), où il étudia sur place la plasticité de la glace et le comportement d'écoulement des glaciers. Il en résulta, dans les années qui suivirent, un grand nombre d'articles sur ce thème, publiés dans des revues anglophones, germanophones et francophones. En partant de questions géologiques et géophysiques, Tyndall s'est également consacré à la météorologie et à l'impact des gaz à effet de serre sur le climat. Il a fait valoir qu'une légère diminution de la concentration de dioxyde de carbone dans l'atmosphère terrestre entraînerait une légère baisse de la température globale. Cependant, la concentration de vapeur d'eau, un gaz à effet de serre beaucoup plus puissant, s'en trouverait affectée, ce qui entraînerait un refroidissement important.
Cependant, pour comprendre en détail les mécanismes climatiques des périodes chaudes et froides précédentes, il fallait d'autres connaissances physiques, qui n'ont été acquises pour l'essentiel qu'au cours du XXe siècle. Les scientifiques qui, à la fin du XIXe et au début du XXe siècle, ont indiqué que l'homme était en mesure de modifier le climat de la Terre par son action n'ont guère retenu l'attention pendant longtemps. De l'avis général, il ne fallait pas s'attendre à un réchauffement au cours des prochains siècles, et il n'était pas non plus possible de vérifier par des mesures techniques l'influence de l'homme sur le système climatique terrestre. De plus, en l'absence de mesures systématiques, il n'existait jusqu'au milieu du XXe siècle aucune preuve significative d'une modification des concentrations de gaz à effet de serre dans l'atmosphère terrestre. Les premières mesures précises et reproductibles du CO2 atmosphérique ont été effectuées à partir d'échantillons prélevés dans des flacons par Dave Keeling à Caltech en 1953.

### James Croll et Milutin Milanković

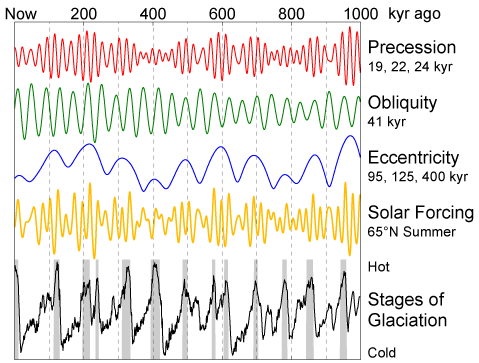
Diagramme des cycles de Milanković avec aperçu de la Précession (Precession), obliquité de l'écliptique (Obliquity), Excentricité (Excentricity), variations du rayonnement solaire sur la Terre (Solar Forcing) ainsi que les périodes froides et chaudes (Stages of Glaciation).

Dès le début du XIXe siècle, on a spéculé sur différentes causes astronomiques qui auraient pu influencer sur les cycles de glaciation terrestres. Ainsi, en 1824, le géologue danois Jens Esmark émet l'hypothèse selon laquelle l'orbite de la Terre autour du Soleil aurait été fortement excentrique à l'époque préhistorique et aurait ressemblé à celle d'une comète revenant périodiquement. Dans les années 1830, le mathématicien français Siméon Denis Poisson a supposé, sur la base de la théorie de l'éther alors dominante, une subdivision de l'univers en régions plus chaudes et plus froides, à travers lesquelles le système solaire se serait déplacé au cours de longues périodes de temps. Le naturaliste écossais James Croll (1821-1890) a formulé la première théorie de l'ère glaciaire fondée et bien argumentée. S'appuyant sur les calculs du mathématicien Joseph-Alphonse Adhémar et de l'astronome Urbain Le Verrier, il défendit en 1864, dans un article retentissant publié dans le Philosophical Magazine l'idée que des modifications de l'orbite terrestre, associées à la forte rétroaction glace-albédo, pourraient être responsables de l'apparition des périodes glaciaires. Il fut le premier à souligner la puissance de cette rétroaction dans le système climatique mondial. C'est à partir de 1870 environ que la possibilité d'influences cosmiques ou solaires sur le climat terrestre a été discutée scientifiquement sur une base plus large.
La théorie de Croll a été étayée par des calculs concrets dans les années 1920 et 1930 par Milutin Milanković et Vladimir Köppen. Cependant, jusque dans les années 1960, peu de climatologues pensaient que c'était dans les cycles de Milanković que se trouvait la cause des périodes glaciaires : la variation de l'intensité du rayonnement solaire était très faible par rapport aux variations de température observées. Elle était également trop petite si l'on tenait compte de la rétroaction de la vapeur d'eau et de l'albédo glaciaire. De plus, on a trouvé des preuves géologiques sur les périodes glaciaires passées qui semblaient contredire cette théorie. Au cours de la première moitié du XXe siècle, les données climatiques relatives aux périodes glaciaires passées et à leurs processus cycliques étaient en outre trop imprécises pour étayer ou réfuter les thèses de Croll et Milanković.

### Lois physiques sur le rayonnement
Outre les travaux de Tyndall, la loi de Kirchhoff sur le rayonnement, formulée par Gustav Robert Kirchhoff en 1859, et la loi de Stefan-Boltzmann, développée en 1879 par Josef Stefan et Ludwig Boltzmann, ont constitué des bases essentielles. Cette dernière permettait de calculer la puissance émise par un émetteur d'une température donnée. Wilhelm Wien a complété la loi de Stefan-Boltzmann en 1893 et, à l'aide de sa loi de Wien sur le déplacement, il a été possible de calculer la longueur d'onde du flux de photons le plus élevé émis par un émetteur à une température donnée. En 1900, Max Planck a finalement réuni ces lois dans la loi de Planck sur le rayonnement, qui constitue encore aujourd'hui la base physique la plus importante pour comprendre le bilan radiatif de la Terre.

### Svante Arrhenius

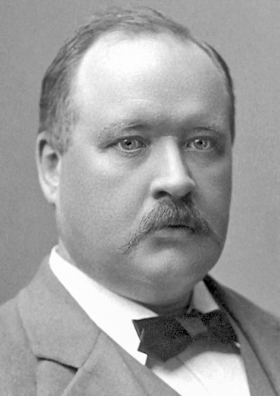
Svante Arrhenius, l'un des pionniers de l'histoire de la science du réchauffement climatique

Le physicien et chimiste suédois Svante Arrhenius (1859-1927) est fasciné par l'idée de Tyndall selon laquelle les concentrations variables de dioxyde de carbone pourraient être un facteur essentiel pour expliquer les grands sauts de température entre les périodes chaudes et glaciaires. Se basant sur les travaux préliminaires de Samuel Pierpont Langley, Arrhenius est le premier à effectuer des calculs approfondis. Il calcule finalement un modèle climatique simplifié qu'il exécute pendant plusieurs mois sans l'aide de machines. En 1896, il publie ses résultats, ainsi que son hypothèse selon laquelle une réduction de moitié de la concentration de dioxyde de carbone suffirait à déclencher une ère glaciaire.[source secondaire nécessaire]
Il reçoit un soutien important pour sa théorie, entre autres de Nils Ekholm et Thomas Chrowder Chamberlin. Dans une publication parue en 1899, Cyrus F. Tolman, étudiant de Chamberlin, estime que les océans du monde entier contiennent, sous forme d'acide carbonique, environ dix-huit fois plus de dioxyde de carbone que l'atmosphère ; la solubilité du dioxyde de carbone dépend toutefois de la température. Il est donc tout à fait possible qu'il s'agisse des réservoirs dans lesquels le CO2 atmosphérique a été dissous pendant les périodes glaciaires. Il pourrait être libéré en cas d'augmentation du réchauffement climatique, ce qui renforcerait la tendance actuelle des températures moyennes mondiales,,.
Le fait qu'un enrichissement anthropique en CO2 dans l'atmosphère puisse continuer à augmenter la température actuelle de la Terre n'a d'abord été mentionné par Arrhenius que comme un aspect secondaire,. Ce n'est que dans une publication parue en 1906 qu'il en discute en détail. Il calcule une sensibilité climatique de 5 à 6 °C. Sur la base des taux d'émission mondiaux de l'année 1896, il s'attend à ce que la teneur en dioxyde de carbone atmosphérique nécessaire pour une telle augmentation de température soit deux fois plus élevée dans environ 3 000 ans, et ce n'est que dans quelques siècles qu'il s'attend à ce qu'une augmentation de température soit mesurable. Il espère ainsi « des conditions climatiques plus régulières et meilleures » ainsi que « des récoltes multipliées ». Le contemporain d'Arrhenius, Walther Nernst, reprend l'idée d'Arrhenius et propose de produire du dioxyde de carbone supplémentaire pour réchauffer l'atmosphère terrestre. Il veut pour cela brûler du charbon qui ne pouvait pas être extrait de manière rentable. À l'inverse, le Français Louis de Launay, ingénieur des Mines et membres de l'Académie des sciences, conclut un article sur les réserves charbonnières dans le monde par une mise en garde :

« Pour produire quelque 8 000 milliards de combustibles minéraux, combien n'a-t-il pas fallu de végétaux accumulés et très accidentellement préservés de la combustion dans la durée des temps géologiques ; le jour où cet acide carbonique aura été restitué aux couches inférieures de l'air par nos cheminées d'usines, quels changements (dont nous avons déjà les prodromes sur les grandes villes industrielles) ne manqueront pas d'être réalisés peu à peu dans nos climats ? »

Dans la première moitié du XXe siècle, la théorie de Svante August Arrhenius est d'abord majoritairement rejetée par les autres chercheurs : elle repose sur un trop grand nombre d'hypothèses alors non confirmées et jugées simplistes. Dans ses calculs, Arrhenius n'intègre par exemple pas les éventuelles modifications de la formation des nuages provoquées par un réchauffement, or ceux-ci peuvent modifier de manière significative le bilan radiatif de la Terre,.

### Ångström: l'argument du chevauchement des bandes d'absorption duCO2et de la vapeur d'eau
En 1900, Knut Ångström, physicien suédois renommé, publie un ouvrage dans lequel il prétend réfuter la théorie de l'effet de serre proposée par Arrhenius. En se fondant sur des mesures réalisées par son assistant, il affirme qu'une hausse de la concentration en CO2 serait sans effet sur les températures en raison du chevauchement des bandes d'absorption du CO2 et de la vapeur d'eau : cette dernière absorberait déjà la quantité maximum possible d'énergie contenue dans le rayonnement infrarouge réémis par la Terre.
D'une part la mesure sur laquelle il se fonde est erronée en raison de l'imprécision des spectromètres disponibles à l'époque : le chevauchement des bandes d'absorption n'est en réalité que partiel. D'autre part, le raisonnement d'Ångström ne tient pas compte de la manière dont la chaleur se répartit dans les différentes couches de l'atmosphère, si bien qu'il considère la variation de la teneur en CO2 au niveau de la mer alors que c'est dans les couches supérieures de l'atmosphère qu'elle est déterminante pour l'effet de serre,,,. Arrhenius détecte et dénonce les erreurs d'Ångström en 1901, et en 1931 le physicien Edward Olson Hulburt contribue également à réfuter les arguments d'Ångström. Toutefois, l'idée selon laquelle une hausse des concentrations en CO2 n'a pas d'effet sur les températures prévaut alors dans les sphères scientifiques et dans les ouvrages de référence (par exemple celui du physicien américain William Jackson Humphreys) ; les chercheurs privilégient d'autres théories que celle de l'effet de serre pour expliquer les changements climatiques passés,,.

### Guy Stewart Callendar: la hausse observée des températures résulte de celle duCO2atmosphérique
Dans les années 1930, les Américains remarquent que les températures ont augmenté dans leur région au cours des décennies précédentes ; la plupart des scientifiques pensent qu'il s'agit d'un cycle climatique naturel.
Après avoir analysé les données de température des cinquante dernières années, issues de stations météorologiques, Guy Stewart Callendar, un climatologue britannique amateur, détermine dans un article publié en 1938 un taux de réchauffement de 0,5 °C par siècle. À partir des émissions de CO2 dues à la combustion des combustibles fossiles, il estime que la concentration atmosphérique du CO2 a augmenté de 10 % depuis 1900. D'après ses calculs, 60 % du réchauffement observé est imputable à l'effet de serre. Callendar produit également des projections : avec une concentration en CO2 de 274 ppm en 1900 et au regard des émissions annuelles de ce gaz à effet de serre, il prévoit que sa concentration s'établira à 396 ppm en 2100 — cette valeur a en réalité été atteinte en 2013. En outre, avec une sensibilité climatique évaluée à 2 °C, il estime le réchauffement anthropique à 0,16 °C pour le XXe siècle et à 0,39 °C pour le XXIe siècle. Comme ses prédécesseurs, Callendar considère toutefois le réchauffement climatique comme un élément positif, car susceptible d'empêcher la prochaine glaciation et d'augmenter les rendements agricoles,,.
En 1941, Callendar montre que les bandes d'absorption de la vapeur d'eau ne chevauchent que partiellement celles du CO2. Ses travaux sur l'effet de serre, qui se poursuivront jusqu'en 1961, échouent dans les années 1940 à convaincre les milieux scientifiques, lesquels questionnent tant la réalité de la hausse de la concentration atmosphérique du CO2 que les mécanismes de l'effet de serre : outre l'argument du chevauchement des bandes d'absorption qui perdure, la plupart des scientifiques pensent que les océans, vaste puits de carbone, peuvent absorber tout afflux supplémentaire de CO2 dans l'atmosphère. Il faudra attendre les années 1950 pour que des chercheurs comme Gilbert Plass, Charles Keeling, Hans Suess ou Roger Revelle accréditent ses travaux,,.

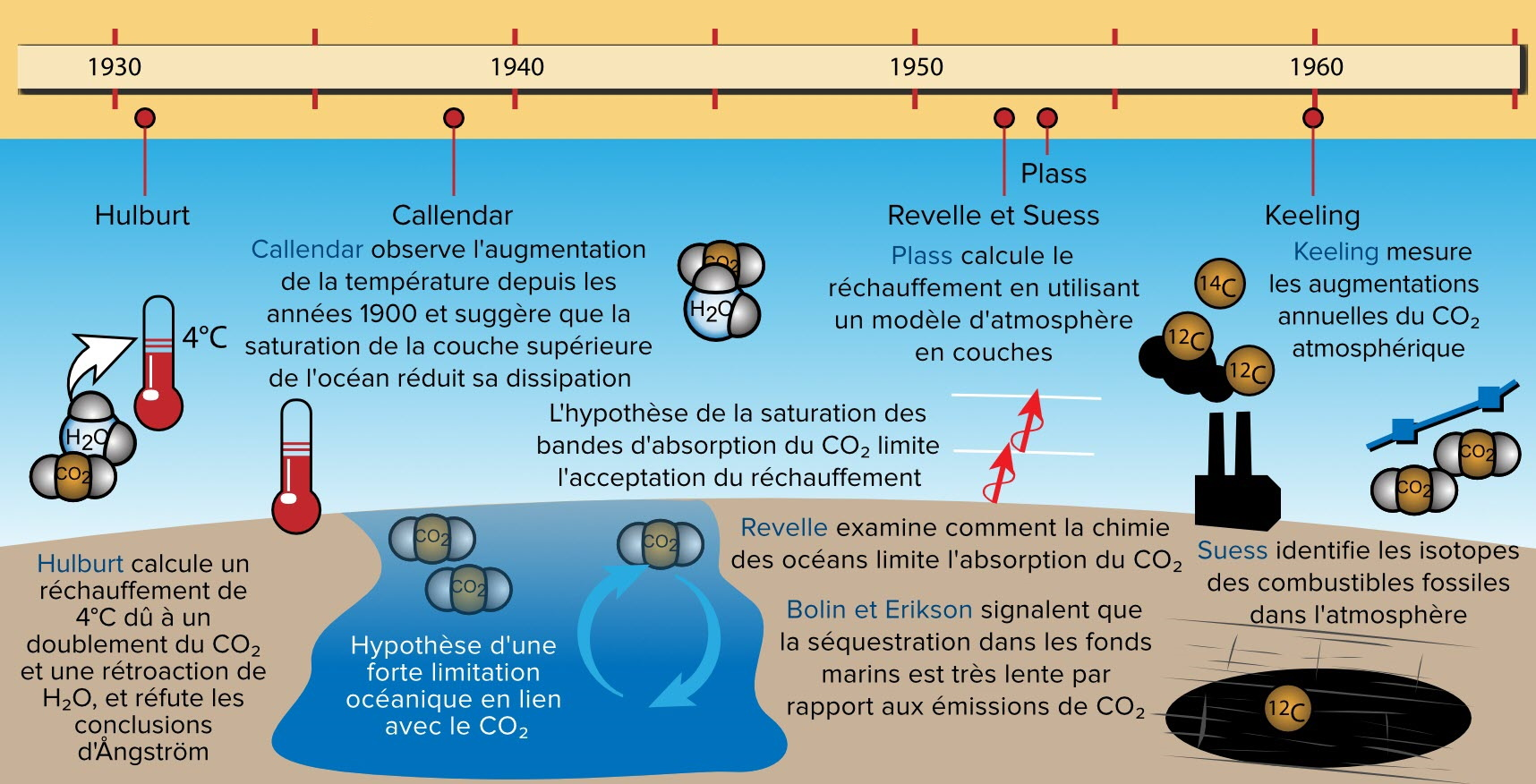
Chronologie des principaux événements de l'histoire de la science du climat, de 1930 à 1960.

## Regain d'intérêt pour l'effet de serre (années 1950 et 1960)
Jusqu'aux années 1950, les travaux de Tyndall, Arrhenius et Callendar ne sont plus guère évoqués. Le constat indéniable des périodes glaciaires attend certes encore une solution, mais d'autres hypothèses sont proposées pour l'expliquer, telles que des modifications régionales des vents et des courants marins. Des changements climatiques globaux ne sont alors généralement pas envisagés. En 1951, l'American Meteorological Society écrit ainsi dans le Compendium of Meteorology : « L'idée qu'une augmentation de la teneur en dioxyde de carbone de l'atmosphère puisse modifier le climat n'a jamais été très répandue et a finalement été rejetée lorsqu'on a découvert que tout le rayonnement infrarouge absorbé par le dioxyde de carbone était déjà absorbé par la vapeur d'eau,. »
La théorie de l'effet de serre va néanmoins refaire surface dans les années 1950. Les historiens des sciences américains Spencer R. Weart, James Rodger Fleming et Joshua Howe soulignent que dans le contexte de la guerre froide, le gouvernement américain investit massivement dans la recherche scientifique, y compris la géologie, l'océanographie et la météorologie, avec des visées militaire, ce qui permet des avancées de la science. L'Année géophysique internationale (1957-1958) permet notamment une accélération de la recherche sur l'atmosphère,,. Pour sa part, l'historien des sciences français Jean-Baptiste Fressoz met l'accent sur l'influence des chercheurs américains ayant travaillé sur l'énergie nucléaire et favorables à la construction de surgénérateurs : ils bénéficient des instruments appropriés (spectromètres de masse utilisés en paléoclimatologie notamment) et ont intérêt à mettre en évidence l'impasse que représente l'utilisation prolongée des énergies fossiles.
En outre, la période est marquée par des questionnements, dans le monde scientifique et dans le grand public, quant aux effets météorologiques des essais nucléaires atmosphériques et quant à d'éventuelles modifications du climat, notamment une hausse des températures,.

### Modélisation par Gilbert Plass de l'influence de l'absorption de l'infrarouge sur le bilan radiatif
Dans les années 1950, les progrès de la spectrométrie d'absorption des rayonnements infrarouges émis par la Terre permettent une mesure bien plus précise des bandes d'absorption de la vapeur d'eau et des différents gaz à l'état de traces dont le CO2 : dans le prolongement des travaux de Guy Stewart Callendar, les mesures indiquent que les spectres d'absorption de la vapeur d'eau et du CO2 ne se recoupent pas exactement.
Tirant profit des progrès de l'informatique, le physicien canadien Gilbert Plass (un ancien du Metallurgical Laboratory) intègre de manière inédite ces données à un modèle numérique sur ordinateur qui simule l'absorption des infrarouges pour chaque couche troposphérique. Il fait part des résultats qu'il a obtenus dans plusieurs articles qu'il publie en 1956 ; il conclut d'une part qu'un doublement des émissions anthropiques de CO2 conduirait à un réchauffement de 3,6 °C, et d'autre part qu'en 2000, avec une teneur en atmosphérique en CO2 qu'il estime supérieure de 30 %, le réchauffement global sera d'environ un degré. En dépit d'approximations et d'erreurs — qui, fortuitement se compensent — dues aux connaissances limitées d'alors, ces estimations s'avèrent proches des données contemporaines,,.
À leur publication, les projections de Plass d'un réchauffement global ne font pas consensus (elles sont notamment contestées par Lewis A. Kaplan en 1960), en particulier car son raisonnement s'appuie sur l'hypothèse d'une faible absorption par les océans du CO2 émis dans l'atmosphère (dont découle une longue durée de résidence du CO2 dans l'atmosphère), hypothèse qui apparaît alors très incertaine — elle sera étayée par Suess et Revelle l'année suivante, cf. infra. En revanche, le physicien démontre ce qu'avait déjà avancé Callendar une vingtaine d'années auparavant : l'absorption du rayonnement infrarouge doit être étudiée séparément pour chaque couche de la colonne atmosphérique et le chevauchement partiel des bandes d'absorption de la vapeur d'eau et du CO2 ne contredit pas l'existence de l'effet de serre,.

### Recherches de Suess et Revelle sur l'absorption duCO2atmosphérique par les océans
La datation au radiocarbone, aussi appelée datation par le carbone 14, est mise au point en 1949 par le physicien Willard Libby et son équipe, dans le contexte de la guerre froide et des tests en surface des armes nucléaires, qui ont entraîné une forte augmentation de la concentration atmosphérique de carbone 14 (14C) radioactif. Le procédé de datation, révolutionnaire, repose sur le fait que la teneur en 14C d'un organisme carboné diminue avec le temps, en même temps que la radioactivité décroît,.
En 1955, le physicien autrichien Hans Suess applique la datation par le carbone 14 aux cernes de troncs d'arbres et découvre que des échantillons récents présentent contre-intuitivement une teneur en 14C faible. L'explication réside dans le fait que le dioxyde de carbone de l'atmosphère a été mélangé à du dioxyde de carbone provenant de la combustion des combustibles fossiles, dans lesquels le 14C est absent en raison de son grand âge. L'effet Suess, comme il sera ensuite nommé, indique que le CO2 d'origine fossile se retrouve d'ores et déjà dans l'atmosphère, du fait des activités humaines,.
Le directeur de l'Institut d'océanographie Scripps, Roger Revelle, qui s'était intéressé de près à la chimie des océans au début de sa carrière, dans les années 1930, remarque les travaux de Suess et souhaite les appliquer aux échanges de CO2 entre l'atmosphère et les océans. Revelle a en effet connaissance des travaux d'Arrhenius, Callendar et Plass, et sait qu'ils reposent sur l'hypothèse d'une relativement lente absorption du CO2 atmosphérique par les océans. Cette dernière dépend de deux mécanismes connus mais dont les subtilités échappent encore aux scientifiques de l'époque : la chimie des eaux superficielles, qui détermine à quelle vitesse celles-ci absorbent le CO2 de l'atmosphère, et la vitesse de mélange de ces eaux de surface avec les eaux profondes. Revelle utilise un financement de l'Office of Naval Research pour embaucher Suess et Harmon Craig, un chercheur américain qui a déjà étudié le mélange des eaux océaniques,.
Le résultat de leurs recherches, menées et publiées concomitamment à celles de deux autres chercheurs, James R. Arnold et Ernest Anderson, est publié en 1957 : Revelle et Suess estiment la durée d'un bouleversement complet des océans à quelques centaines d'années, et évaluent un temps de séjour moyen du CO2 dans l'atmosphère de l'ordre d'une dizaine d'années. Cela contredit l'hypothèse d'un séjour atmosphérique du CO2 suffisamment long pour que sa concentration s'accroisse significativement et renforce l'effet de serre. Suess et Revelle concluent ainsi qu'il est improbable que la hausse de 10 % de la concentration atmosphérique en CO2 depuis 1900 ait pour seule origine l'utilisation des combustibles fossiles, comme l'envisageait Callendar. Les deux auteurs notent toutefois, dans un ajout tardif à leur article, l'existence d'un mécanisme chimique — déjà connu auparavant — qui a pour conséquence que l'océan rejette dans l'atmosphère une partie du CO2 qu'il a initialement absorbé, lorsque l'afflux de CO2 dans l'atmosphère est continu. Ils envisagent ainsi une hausse de 20 % à 40 % du CO2 atmosphérique d'ici la fin du siècle si l'usage des combustibles fossiles continue de croître. Sans s'avancer sur le réchauffement éventuel que cela provoquerait et dénués d'inquiétude, ils écrivent,, : « L'humanité s'est lancée dans une expérience géophysique à grande échelle qui n'a pas eu lieu dans le passé et qui n'aura pas lieu une deuxième fois dans le futur sous cette forme. »
Dans un article publié en 1959, Bert Bolin et Erik Eriksson montrent que Suess et Revelle, de même que Craig et qu'Arnold et Anderson, ont étudié le transfert de gaz dans l'hypothèse d'une concentration à l'équilibre entre l'atmosphère et les océans. Or en réalité, la combustion de combustibles fossiles entraîne un afflux constant de CO2 dans l'atmosphère. Le mécanisme « tampon » évoqué par Suess et Revelle (dit facteur de Revelle), réduit donc significativement la rapidité d'absorption du CO2 atmosphérique par les océans (les auteurs projettent ainsi une hausse de 25 % de sa concentration d'ici 2000). Callendar paraît donc avoir eu raison et l'objection fondée sur l'absorption du CO2 d'origine fossile par les océans qui avait été formulée à l'encontre de la théorie de l'effet de serre est réfutée,,.

### Mesures de Keeling

La courbe de Keeling, qui montre la hausse continue de la concentration atmosphérique en sur le Mauna Loa.

Afin de déterminer si l'augmentation de la concentration de dioxyde de carbone dans l'atmosphère, prédite par Revelle et Suess, était effectivement détectable par des mesures, l'Institut d'océanographie Scripps, que dirige Revelle, pose sa candidature pour l'Année géophysique internationale 1957-1958 avec un projet de mesure du dioxyde de carbone dans l'atmosphère. Le projet est confié au jeune chimiste Charles David Keeling, qui entame en 1958 des mesures sur le volcan Mauna Loa, à Hawaï ; en 1960, il présente les premiers résultats de ce qui deviendra la « courbe de Keeling ». Si les mesures du CO2 atmosphérique ne sont pas nouvelles, c'est la première fois qu'elles sont réalisées en continu en un même point, éloigné de toute source de CO2 à même de fausser les résultats, et qu'elles sont menées de manière précise, à l'aide d'un dispositif conçu par Keeling et contenant un capteur infrarouge non dispersif. La courbe de Keeling ne tardera pas à apporter la preuve indubitable de l'augmentation de la concentration du CO2 dans l'atmosphère,,,.
Charles Keeling, de même que Roger Revelle et Harmon Craig, participeront quelques années après à la rédaction d'un rapport consacré à l'environnement, remis à la présidence américaine en 1965, qui sera le premier document adressé à un gouvernement à évoquer le risque d'un réchauffement climatique dû aux émissions de CO2,,.

### Premiers modèles numériques du climat

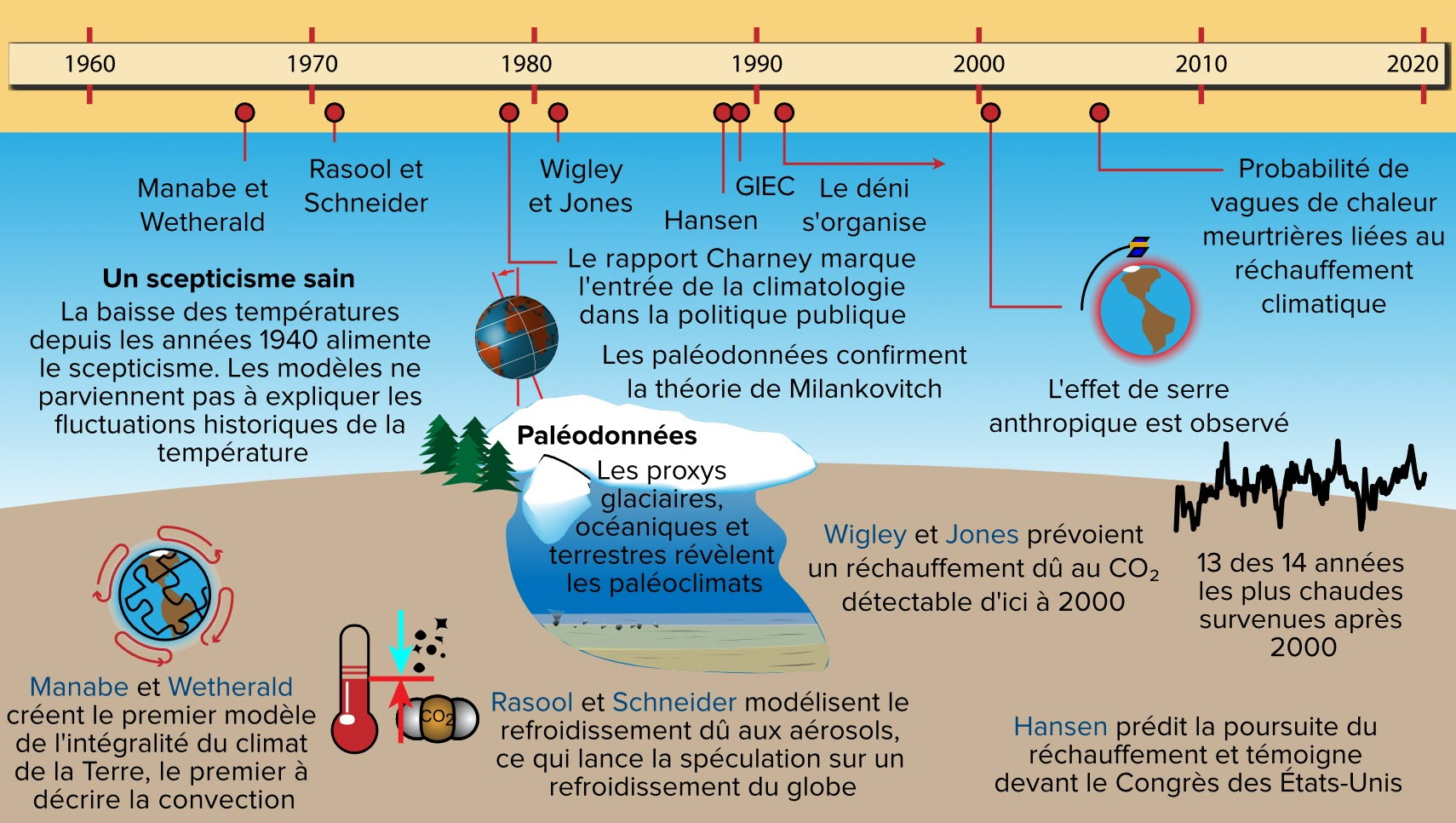
Chronologie des principaux événements de l'histoire de la science du climat, de 1960 à aujourd'hui, conçue par le site Skeptical Science.

La disponibilité des premiers ordinateurs a conduit dans les années 1950 aux premières prévisions météorologiques numériques puis aux premières modélisations numériques du climat, initialement peu fiables.
À l'aide des données précises sur l'absorption de la vapeur d'eau et du CO2 publiées par Gilbert Plass quelques années auparavant, le météorologue allemand Fritz Möller élabore un modèle climatique unidimensionnel dans lequel il prend en compte la vapeur d'eau. Le modèle, publié en 1963, aboutit à des résultats erratiques, qui vont d'un refroidissement à un réchauffement massif, selon la paramétrisation de l'effet du réchauffement sur la couverture nuageuse et sur la quantité de vapeur d'eau atmosphérique. En effet, lorsque l'atmosphère se réchauffe, elle accueille davantage de vapeur d'eau, or celle-ci est elle-même un gaz à effet de serre, si bien qu'un réchauffement engendre à son tour un réchauffement supplémentaire : c'est la rétroaction positive de la vapeur d'eau. Estimant le résultat conduisant à un réchauffement massif irréaliste, Möller souligne qu'une augmentation de 1 % de la couverture nuageuse (provoquée par la hausse de la quantité de vapeur d'eau due au réchauffement) pourrait à elle seule compenser le réchauffement provoqué par une hausse de 10 % de la concentration en CO2. Il conclut que les résultats de son modèle questionnent la validité de la théorie d'un réchauffement provoqué par le CO2 d'origine anthropique,,,.
Les travaux de Möller, en dépit de leurs limites, suscitent l'intérêt d'autres chercheurs quant au rôle de la vapeur d'eau dans l'effet de serre. Syukuro Manabe et ses collègues construisent un nouveau modèle unidimensionnel qui, en plus de produire une analyse plus précise de la rétroaction de la vapeur d'eau, prend en compte un aspect négligé par Möller : la convection atmosphérique. En effet, jusque-là, le seul échange d'énergie entre le sol et l'atmosphère qui était considéré était radiatif (émission d'infrarouges par la Terre), les échanges de chaleur sensible (chauffage de l'air) et latente (évaporation de l'eau) étaient ignorés. Le modèle de Manabe, dont la première version est décrite dans un article publié en 1964, est amélioré avec Richard Wetherald et donne lieu à un article publié en 1967. Il est considéré comme parmi les plus importants sur le changement climatique, : c'est le premier modèle radiatif-convectif et le premier modèle qui représente de manière assez réaliste les principaux mécanismes qui gouvernent le climat. Il donne pour estimation de la sensibilité climatique — c'est-à-dire le réchauffement attendu pour un doublement de la concentration atmosphérique en CO2 — 2,4 °C (valeur ramenée à 1,9 °C dans une nouvelle version du modèle publiée en 1970),,,.

### Rétroaction glace-albédo
Dans des articles parus séparément en 1969,, le météorologue soviétique Mikhaïl Boudyko et son confrère américain William D. Sellers (en) publient les premiers modèles de bilan énergétique, dans lesquels ils calculent le bilan radiatif de la Terre. Leurs résultats indiquent qu'une faible variation du bilan radiatif peut conduire, par l'intermédiaire de la rétroaction glace-albédo, à une variation plus importante de la température, dont il peut résulter une glaciation complète de la Terre ou un réchauffement significatif de l'atmosphère. En dépit de débats quant à leur fiabilité, ces résultats indiquent la possibilité de conséquences potentiellement dramatiques pour l'humanité et suscitent l'intérêt des chercheurs en sciences du climat,,,,.

### Premiers satellites d'observation de la Terre

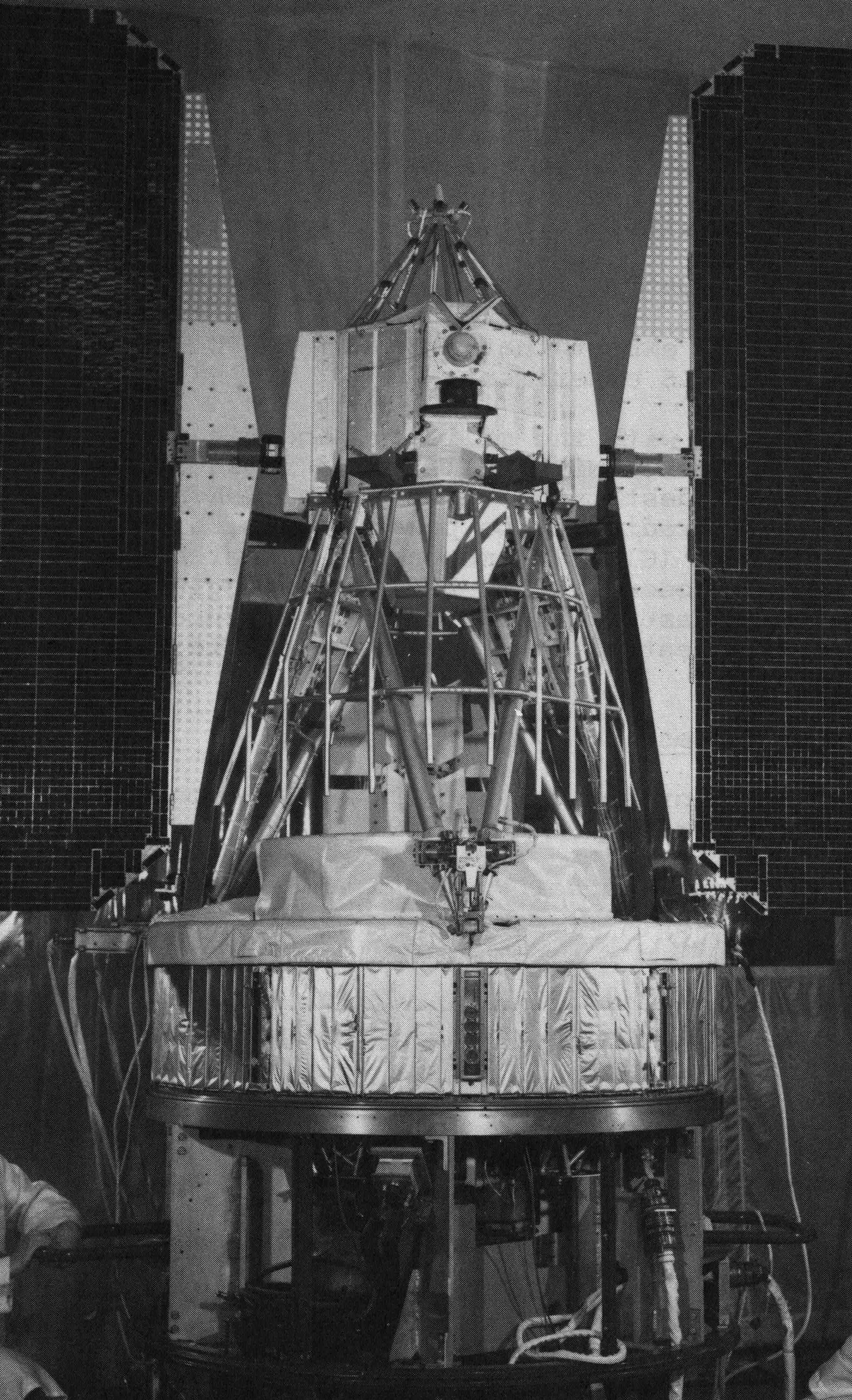
Le satellite Nimbus 3.

Dans les années 1960, bénéficiant de programmes militaires américains, à la suite du premier d'entre eux, TIROS-1, un nombre croissant de satellites d'observation de la Terre à visée météorologique est lancé. Le satellite Nimbus 3, mis en service en 1969, permet à l'aide de radiomètres et d'un spectromètre (Satellite Infrared Spectrometer, SIRS) des mesures globales et précises du rayonnement infrarouge émis par la Terre et de la température atmosphérique à différentes altitudes ; il ouvre l'ère des satellites dont l'objectif est de pouvoir confronter les résultats des modèles numériques du climat à des données issues d'observations,,,. Les données fournies par Nimbus 3 s'avèreront notamment cohérentes avec celles produites par le modèle de circulation générale de Manabe et Wetherald publié en 1975.

## Approfondissement de la recherche et émergence d'un consensus scientifique sur le réchauffement climatique (années 1970 et 1980)

### Regain d'intérêt pour les cycles de Milankovitch
La théorie astronomique des paléoclimats, qui vise à expliquer les glaciations et déglaciations de la Terre par la variation des paramètres orbitaux de la Terre, dont la formulation la plus aboutie, par le géophysicien serbe Milutin Milanković, remonte aux années 1940, n'a jamais fait consensus (voir supra). Toutefois, au tournant des années 1970, elle va s'imposer.
Dans les années 1950 et 1960, des progrès sont faits dans le prélèvement de fossiles coralliens, de carottes sédimentaires océaniques et dans leur analyse (stratigraphie, datation radiométrique, analyse isotopique par spectrométrie de masse…) : des proxies climatiques permettent d'affiner les reconstitutions des climats passés. S'appuyant sur ses propres travaux de 1955, instrumentaux dans l'identification des stades isotopiques de l'oxygène, le paléontologue italien Cesare Emiliani a conclu à l'existence de courtes périodes chaudes suivies de longues glaciations progressives, dont la fréquence lui apparaît compatible avec celle des variations orbitales des cycles de Milankovitch,. Les travaux ultérieurs de Wallace Broecker, notamment en 1970, soutiennent cette analyse et contredisent l'idée prévalant jusqu'alors de périodes glaciaires et interglaciaires d'une durée équivalente,. Au début des années 1970, cela conduit une partie des chercheurs à envisager une glaciation prochaine puisque l'Holocène, actuelle période chaude, court déjà depuis une dizaine de milliers d'années (cf. section infra).
En s'appuyant sur les progrès récents en matière de reconstitution des climats passés, James D. Hays (en), John Imbrie, et Nicholas John Shackleton publient en 1976 un article qui, pour la première fois, produit une démonstration expérimentale solide de la correspondance entre la fréquence des variations climatiques passées et les cycles de Milankovitch, imbriqués, d'environ 100 000, 41 000 et 23 000/19 000 ans. S'il est désormais avéré que les cycles de Milankovitch impriment le rythme des glaciations et déglaciations, la variation du forçage orbital (c'est-à-dire de l'insolation) mondial est trop faible pour provoquer à elle seule une modification du climat global : la variation de l'insolation en été aux hautes latitudes de l'hémisphère Nord engendre certes une glaciation (la calotte glaciaire laurentide apparaît), mais seules des rétroactions positives sont susceptibles d'entraîner une altération du climat global,,,,.

### Hypothèse concurrente d'un refroidissement global

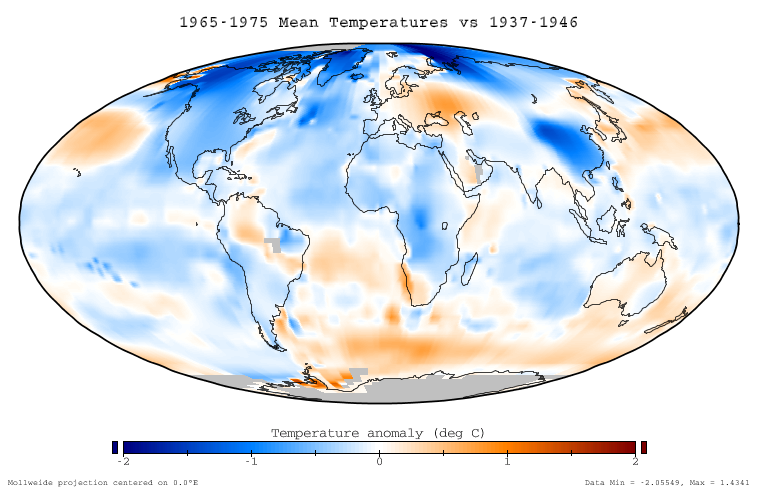
Anomalies de température moyenne pendant la période 1965 à 1975 par rapport aux températures moyennes de 1937 à 1946. Ce jeu de données n'était pas disponible à l'époque.

Dans les années 1970, plusieurs chercheurs émettent l'hypothèse que pourrait survenir un refroidissement global. Ils s'appuient pour cela sur plusieurs éléments,, :
- les premières reconstruction de l'évolution des températures mondiales montrent une légère baisse de celles-ci depuis 1940 dans l'hémisphère Nord ;
- la compréhension des cycles de Milankovitch indique que la période interglaciaire en cours, déjà plus longue que les précédentes, devrait logiquement s'achever et laisser place à une glaciation ;
- les émissions d'aérosols sont en hausse, or ceux-ci ont un effet refroidissant.

En 1971, S. Ichtiaque Rasool (en) et Stephen Schneider publient un article dans la revue Science, dans lequel ils concluent qu'un quadruplement de la concentration atmosphérique en aérosols, dû notamment à la hausse de la pollution industrielle, pourrait conduire à un refroidissement de 3,5 °C, susceptible de déclencher une nouvelle glaciation,,. Le météorologue Reid Bryson envisage également un refroidissement provoqué par la pollution atmosphérique et s'en ouvre largement auprès de la presse ; en 1976, il publie avec Gerald J. Dittberner un article académique qui conclut à un effet refroidissant des émissions de CO2,.
Le géologue George Kukla, qui a observé dans ses travaux une hausse de la couverture neigeuse et de glace dans l'hémisphère Nord, envisage avec prudence, dans une étude de 1972, un refroidissement progressif de l'atmosphère menant in fine à une nouvelle glaciation. Un groupe d'experts réuni début 1972 à l'université Brown pour étudier les cycles glaciaires-interglaciaires aboutit à une conclusion similaire : la période interglaciaire actuelle devrait laisser sa place d'ici quelques milliers d'années, voire centaines d'années, à une nouvelle glaciation,,.
En 1971, les chercheurs présents à la conférence scientifique Study of Man's Impact on Climate, organisée par le MIT et Carroll L. Wilson (ancien directeur général de la Commission de l'énergie atomique) en prévision de la Conférence des Nations unies sur l'environnement de Stockholm de 1972, échouent à trouver un consensus quant à l'hypothèse la plus probable entre réchauffement ou refroidissement global, mais identifient le réchauffement comme un risque à long terme,.
Ainsi, les hypothèses envisageant un refroidissement global sont discutées dans la sphère scientifique durant les années 1970, mais — contrairement à un mythe diffusé par des partisans du déni du changement climatique — elles sont minoritaires à l'époque : la théorie d'un réchauffement futur dû aux émissions de gaz à effet de serre ne fait pas encore consensus mais elle est déjà prédominante dans la recherche, comme le montre une étude bibliométrique publiée en 2008,,. Certains arguments favorables à un refroidissement sont d'ailleurs contredits rapidement : l'étude de Rasool et Schneider (1971) comporte plusieurs erreurs (identifiées par Schneider qui rétracte ses conclusions en 1974) qui conduisent à exagérer le pouvoir refroidissant des aérosols et à sous-estimer l'effet réchauffant du CO2 (la sensibilité climatique), ; les conclusions de Bryson et Dittberner (1976) sont rapidement contestées.
Les avancées ultérieures de la science permettent d'évacuer d'autres arguments : les émissions d'aérosols ont en réalité atteint un plateau à la fin des années 1970 (notamment sous l'effet du Clean Air Act) avant de diminuer ; le refroidissement observé à partir des années 1940 a cessé au milieu des années 1970 ; il est désormais attendu que la période interglaciaire actuelle soit particulièrement longue, de l'ordre de 50 000 ans au total,.

### Rapport Charney (1979)
En 1979, la publication du rapport Charney, adressé à la présidence des États-Unis, marque les prémices d'un consensus scientifique sur l'hypothèse d'un futur réchauffement moyen du climat provoqué par l'effet de serre : huit scientifiques réputés, emmenés par le météorologue Jule Charney, estiment la sensibilité climatique à l'équilibre à 3 °C avec une marge d'erreur de ±1,5 °C, en s'appuyant sur l'analyse critique des modélisations du climat réalisées par les équipes de Syukuro Manabe et James E. Hansen et sur la connaissance de la physique du climat,,,.

### Méthane et autres gaz à effet de serre

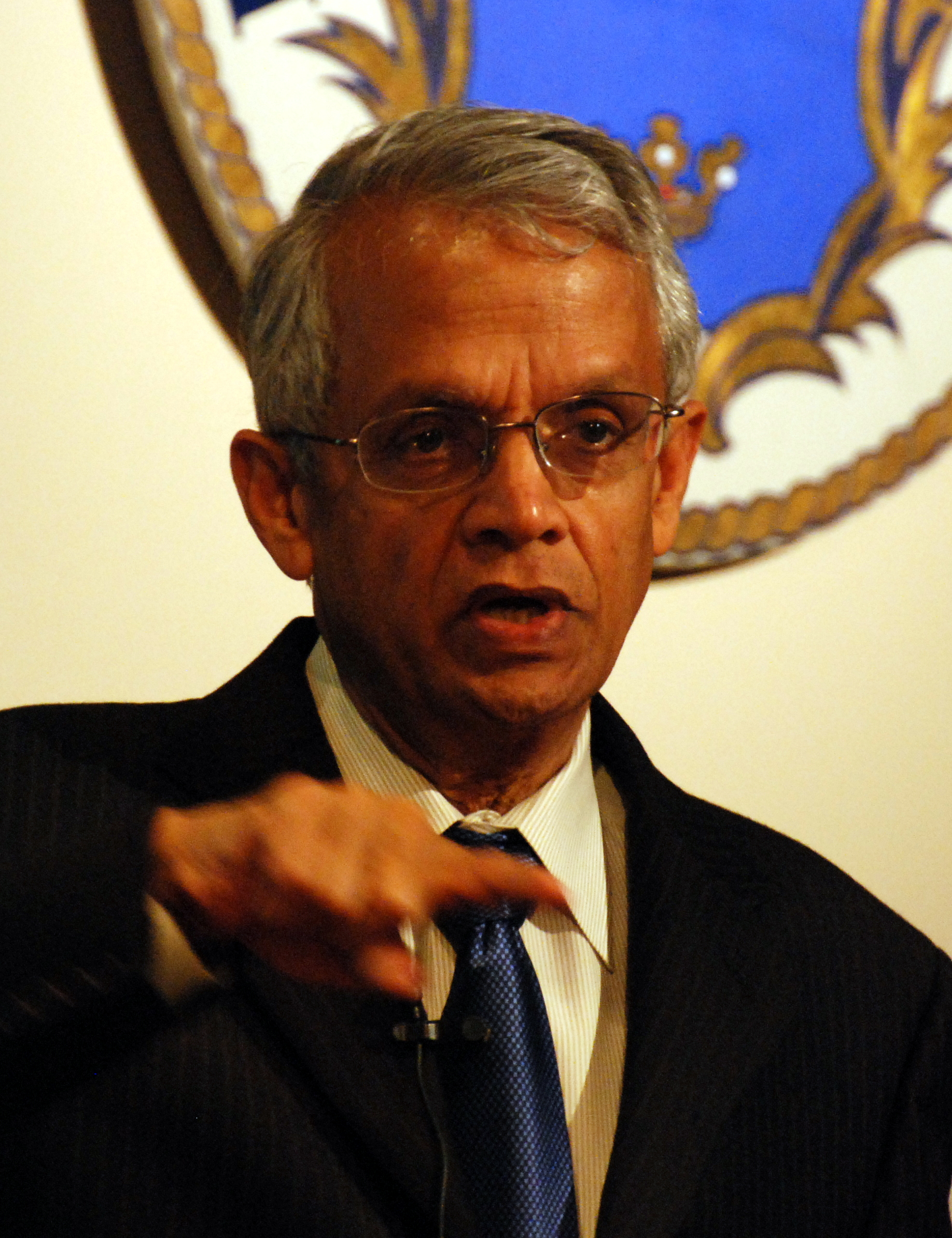
Veerabhadran Ramanathan, 2009

Dans les années 1970, les chercheurs s'inquiètent des effets des chlorofluorocarbures (CFC) sur l'atmosphère : ces gaz à l'état de traces, émis par l'humanité, sont présents en très faible quantité dans l'atmosphère, mais il est craint qu'ils ne détruisent la couche d'ozone stratosphérique, mettant en danger la santé humaine. Cela amène certains chercheurs à s'intéresser à leur effet sur le climat. Dans la seconde moitié de la décennie, alors que seul le rôle du dioxyde de carbone dans l'effet de serre était jusqu'alors vraiment considéré, le climatologue indien Veerabhadran Ramanathan et d'autres chercheurs mettent en lumière la participation des CFC à l'effet de serre, ainsi que l'impact similaire d'autres gaz à l'état de traces : le méthane (CH4) et le protoxyde d'azote (N2O),,,,. En 1980, il apparaît ainsi qu'en dépit de leur faible concentration dans l'atmosphère, le méthane et le protoxyde d'azote contribuent significativement à l'effet de serre, bien plus que le CO2 à masse équivalente ; ces deux gaz sont en partie émis par les activités humaines,,.
En 1985, Ramanathan et ses collègues montrent dans une étude retentissante que trente gaz à l'état de traces, notamment le méthane et le protoxyde d'azote, agissent comme des gaz à effet de serre et que les émissions provenant des activités humaines ont déjà augmenté et continuent d'augmenter considérablement la concentration d'un certain nombre de ces gaz. Ces gaz auraient au total presque le même potentiel d'effet de serre que le CO2,,. Ces découvertes conduisent la communauté scientifique à accorder plus d'importance aux gaz à effet de serre autres que le CO2 et en particulier au méthane, dont la durée de vie moyenne dans l'atmosphère n'est que de 12 ans mais dont le pouvoir réchauffant est très important, et qui se dégrade lui-même en CO2.

### Le rôle duCO2prouvé grâce aux carottes de glace
Dans les années 1930, Alfred Wegener prélevait déjà des carottes de glace au Groenland afin d'en tirer de précieuses informations sur le passé climatique. Les progrès en matière d'analyse physique et chimique permettent aux chercheurs d'extraire des échantillons un nombre croissant d'informations. En 1980, le climatologue français Robert Delmas et ses deux étudiants parviennent pour la première fois à reconstruire de manière fiable la concentration passée en dioxyde de carbone de l'atmosphère à partir de l'analyse par chromatographie de minuscules bulles d'air emprisonnées dans la glace. Il en ressort qu'à l'apogée de la dernière période glaciaire, il y a 20 000 ans, la concentration de dioxyde de carbone équivalait à la moitié de celle de la période chaude du XXe siècle. Cela prouve pour la première fois ce que John Tyndall, Svante Arrhenius et Thomas Chamberlin avaient supposé 80 ans plus tôt, sans pouvoir le prouver de leur vivant : une baisse drastique de la concentration atmosphérique en CO2 est essentielle à l'apparition des périodes glaciaires,,,.

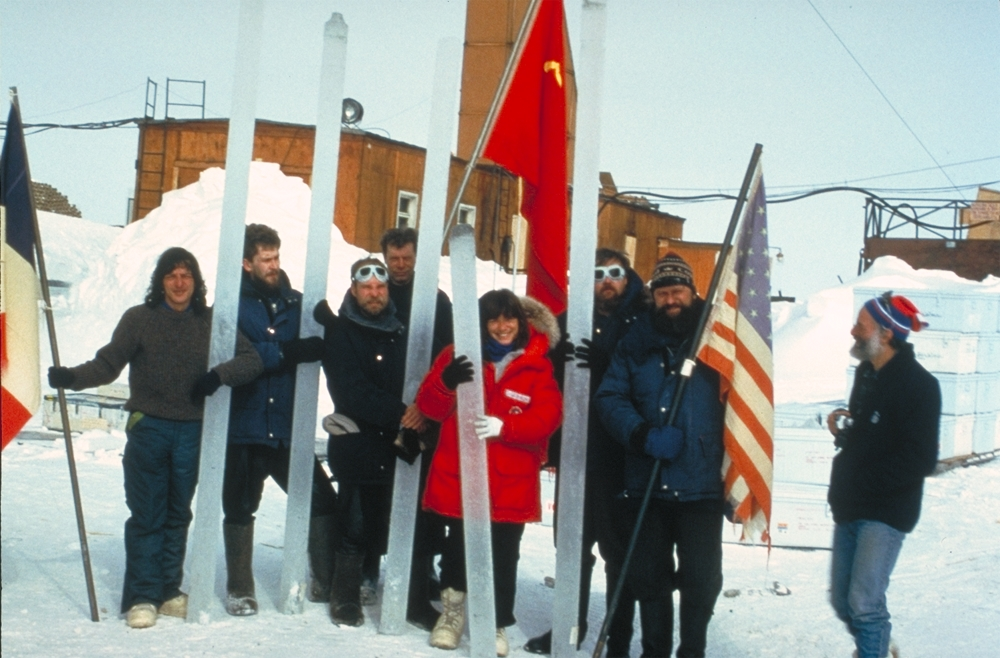
Scientifiques tenant des carottes de glace devant la station de Vostok.

Un forage réalisé de 1970 à 1982 par les Soviétiques dans la base antarctique Vostok, dont des carottes de glace sont récupérées par le Français Claude Lorius, apporte une certitude supplémentaire : dans des articles de 1985 et 1987,, restés célèbres, le glaciologue et son confrère paléoclimatologue Jean Jouzel reconstruisent l'évolution de la concentration en CO2 et, à partir d'une analyse isotopique de l'oxygène (δ18O) et de l'hydrogène (deutérium), celle des températures sur les 150 000 dernières années, soit l'enchaînement d'une période interglaciaire, d'une période glaciaire et de la période interglaciaire actuelle. L'évolution des deux valeurs est similaire, leurs courbes parallèles : démonstration est ainsi faite de la corrélation entre la variation des taux de gaz à effet de serre et l'évolution des températures. En effet, si les cycles de Milankovitch qui gouvernent la quantité d'énergie reçue du Soleil impulsent l'alternance entre phases glaciaires et interglaciaires en provoquant la formation ou la fonte des calottes glaciaires, ils sont étroitement couplés à la modification de la concentration atmosphérique en gaz à effet de serre qui, associée à d'autres boucles de rétroaction positive (rétroaction glace-albédo, rétroaction vapeur d'eau…), amplifie les variations de températures mondiales, voire les provoque dans le cas d'une déglaciation,,,,.
D'autres forages vont permettre à la fin des années 1990 et au début des années 2000 de reconstruire les climats passés sur des périodes plus longues (voir infra).

### Mécanisme de régulation de la Terre

Cycle simplifié du carbone.

Au début des années 1980, James Walker formule l'hypothèse dite « du thermostat » selon laquelle la Terre possède une sorte de mécanisme de régulation, lié au cycle du carbone, qui maintient la Terre dans une plage de températures favorable au développement de la vie. Il est alors déjà connu depuis longtemps que la principale source de dioxyde de carbone dans l'atmosphère est l'activité volcanique et que l'un de ses principaux puits sur de grandes échelles de temps est l'altération des silicates. Ce dernier processus a deux caractéristiques essentielles. D'une part, son intensité dépend de la température moyenne de la Terre — plus celle-ci est élevée, plus l'altération des silicates est importante — et d'autre part, il se déroule très lentement.
Pendant les longues périodes glaciaires, l'altération est faible, tandis que l'activité volcanique augmente continuellement la concentration en dioxyde de carbone de l'atmosphère, jusqu'à ce que les masses de glace commencent à fondre ce qui, via la rétroaction glace-albédo, accélère le processus de réchauffement, aboutissant à un climat chaud (période interglaciaire). Celui-ci dure des dizaines de milliers d'années, car les masses de glace fondent beaucoup plus vite que le dioxyde de carbone ne disparait de l'atmosphère, via la lente augmentation de l'altération des silicates. La variation de l'altération des silicates en fonction de la température est une boucle de rétroaction négative.
En Namibie, les géologues trouvent des roches qui permettent de vérifier cette hypothèse : les couches les plus anciennes témoignent d'une longue période de glaciation qui a touché une grande partie du globe. Étant donné que les surfaces glacées réfléchissent très efficacement la lumière du soleil (albédo élevé), une très forte concentration de gaz à effet de serre est alors nécessaire pour libérer la Terre de cette glaciation. Or les couches plus récentes témoignent d'un taux d'altération très élevé par la suite, cohérent avec un climat chaud.[réf. nécessaire]

### Modèles climatiques
Les chercheurs ont maintenant inclus les fluctuations de l'activité solaire dans leurs calculs et ont commencé à prendre en compte les détails des masses terrestres. Par exemple, ils ont paramétré la vitesse à laquelle la pluie s'écoule sur les différents sols, ainsi que la réflectivité (albédo) plus faible des forêts par rapport aux déserts. Malgré de gros efforts, les modèles climatiques des années 1980 étaient également déficients à bien des égards. Les modélisateurs choisissaient souvent des paramètres sans base empirique pour exclure ces conditions impossibles, faute d'alternatives[réf. nécessaire].
L'un des problèmes non résolus dans les années 1980 était le faible contraste de température entre les régions polaires et équatoriales, qui ne se retrouvait pas dans les modèles climatiques, et qui existait apparemment pendant les périodes glaciaires. Les données CLIMAP ne correspondaient pas aux modèles, peu importe comment les chercheurs essayaient de les paramétrer. Une comparaison de 14 modèles climatiques a également montré que les nuages n'étaient pas du tout représentés de manière adéquate dans les modèles. Malheureusement, les données de mesure disponibles provenant des satellites n'étaient pas non plus assez précises pour corriger ce défaut à l'aide d'observations.

### Le seuil d'un degré
Cette section ne s'appuie pas, ou pas assez, sur des sources secondaires ou tertiaires indépendantes du sujet. Le texte peut contenir des analyses inexactes ou inédites de sources primaires.
Pour l'améliorer, ajoutez-en, ou placez des modèles {{Source secondaire souhaitée}} ou {{Source secondaire nécessaire}} sur les passages mal sourcés. (février 2024)
Dans les années 1980, alors que le réchauffement attendu depuis de nombreuses années commençait à apparaître dans les enregistrements des données de température globale, les scientifiques se sont demandé quels effets du changement climatique d'origine humaine étaient encore acceptables et où se trouvait la limite d'un changement climatique dangereux. Dans ce contexte, la Société allemande de physique a plaidé pour le respect d'un seuil de réchauffement global d'un degré lors d'une conférence de presse, le 22 janvier 1986 et conjointement avec la Société météorologique allemande en 1987. Selon ces groupes de scientifiques, en l'état de leurs connaissances, ne pas dépasser ce seuil d'un degré de réchauffement global par rapport à la moyenne qui existait avant l'intervention humaine sur le climat mondial, aurait pu garantir d'éviter ou du moins de freiner une « catastrophe climatique mondiale »,.

## La recherche informe la gouvernance mondiale du climat et fait face au déni (1988-présent)

### Création du GIEC

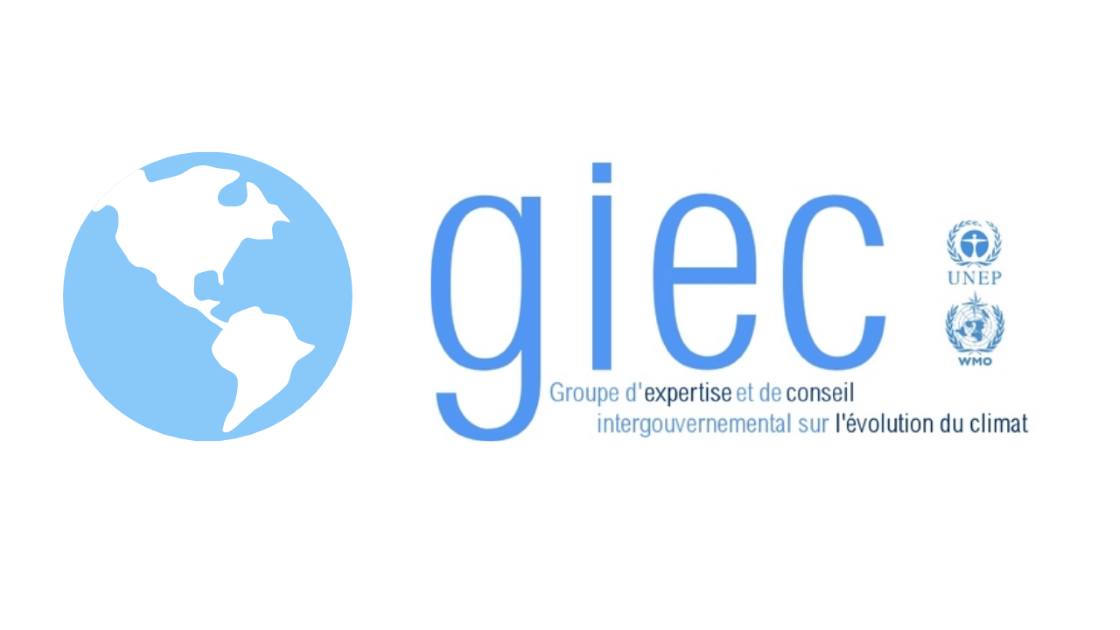
Logo du GIEC

En novembre 1988, le Programme des Nations Unies pour l'environnement (PNUE) et l'Organisation météorologique mondiale (OMM) ont créé le Groupe d'experts intergouvernemental sur l'évolution du climat (GIEC). Le GIEC a été créé sous la direction de l'administration américaine conservatrice Reagan avec pour tâche de rassembler les rapports et les recommandations de tous les plus grands scientifiques mondiaux dans le domaine de la climatologie, le consensus des gouvernements concernés étant obligatoire pour chaque rapport.

### 1eret2erapports d'évaluation du GIEC
Le premier rapport d'évaluation du GIEC, publié en 1990, indique qu'un effet de serre naturel existe et que l'homme est à l'origine de la hausse de la concentration de certains gaz à effet de serre, ce qui va mécaniquement entraîner une augmentation globale de la température. Cependant, il constate qu'il existe peu de preuves empiriques (« little observational evidence ») que le réchauffement observé soit causé par l'homme : celui-ci apparaît en effet également compatible avec la variabilité naturelle du climat, écrivent les auteurs du GIEC,.
Il faut attendre le deuxième rapport d'évaluation, publié six ans plus tard, pour que soit constaté le changement climatique d'origine anthropique : « La comparaison des données suggère que l'homme a eu une influence notable sur le climat global du 20e siècle » (« the balance of evidence suggested there had been a discernable human influence on the climate of the 20th century »),.

### Doublement des publications scientifiques
Le nombre de publications scientifiques sur le changement climatique a de nouveau doublé dans les années 1990. Alors qu'il n'y avait que 40 conférences sur le réchauffement climatique en 1990, il y en avait plus d'une centaine en 1997. L'augmentation des connaissances a été considérable.

### World Radiation Monitoring Center
Le Centre mondial de surveillance des rayonnements a été créé en 1992 à l'École polytechnique fédérale de Zurich et a été développé par la suite. Il a donné naissance à un réseau mondial de plus de 50 stations au sol, dont les résultats de mesure peuvent être consultés pratiquement en temps réel et qui permettent d'évaluer toutes les composantes pertinentes du rayonnement, y compris le rayonnement global, réfléchi et direct, ainsi que les composantes terrestres telles que le contre-rayonnement atmosphérique. Il a ainsi été possible d'étudier, de prouver et d'archiver avec précision les modifications de l'effet de serre et du forçage radiatif dans le cadre du Système mondial d'observation du climat.[réf. nécessaire]

### La carotte de glace de Vostok

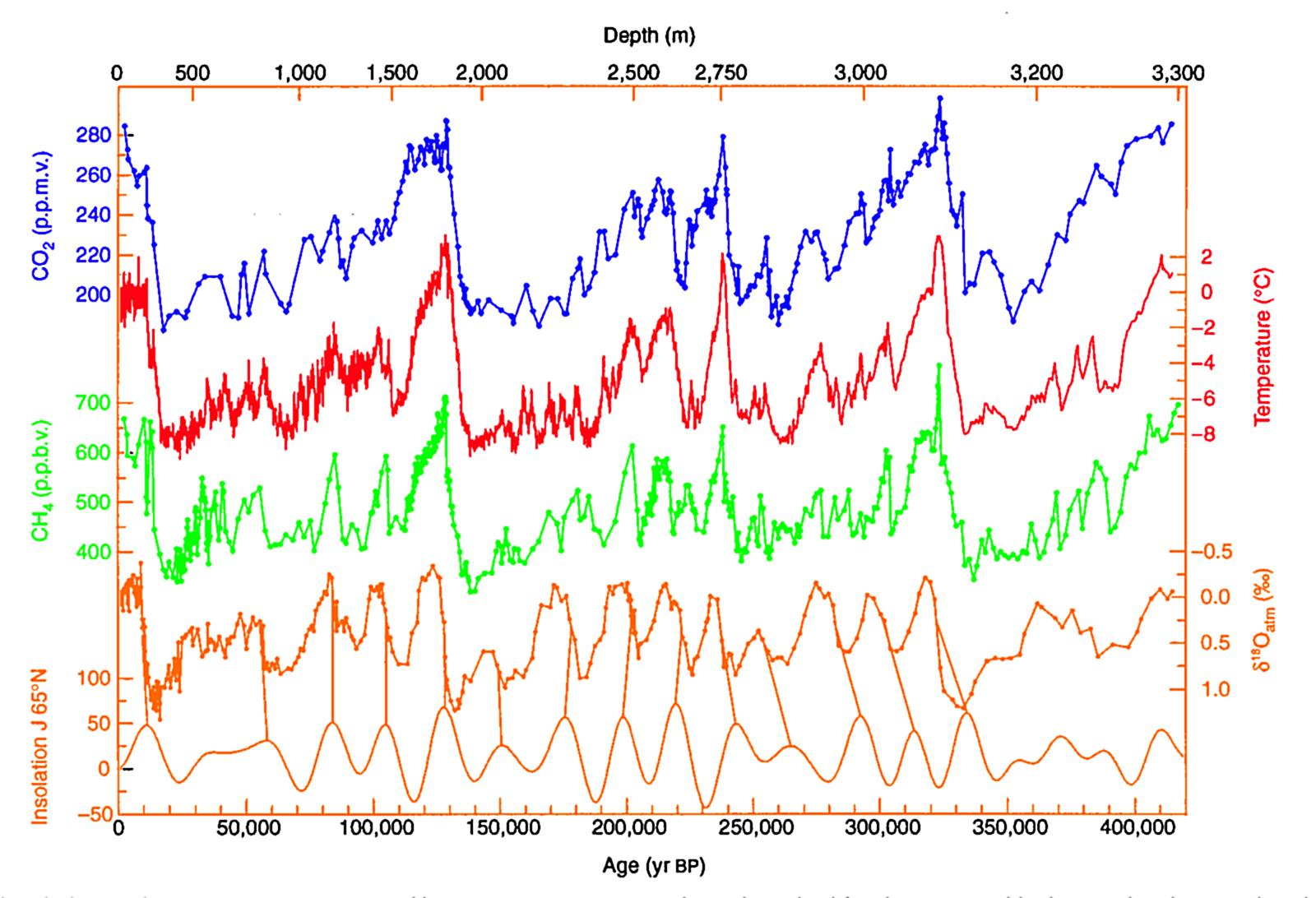
Évaluation de la carotte de glace de Vostok : le profil de température, le profil de la concentration en dioxyde de carbone, la concentration en méthane et la force du rayonnement solaire, ce que l'on appelle l'insolation, sont présentés au cours des 400000 dernières années.

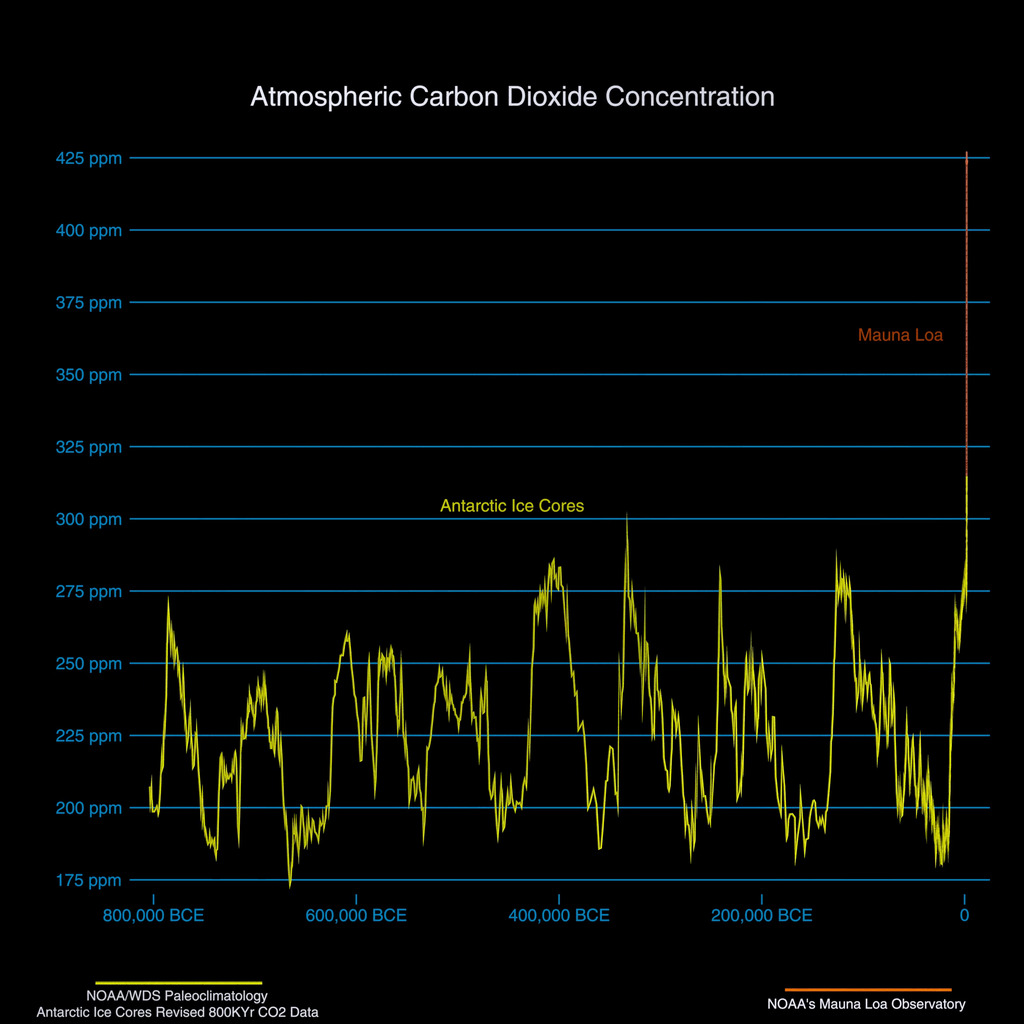
Visualisation de l'évolution de la concentration atmosphérique du sur les derniers 800000 ans, à partir des données issues des carottes de glace et, à partir de 1958, de la courbe de Keeling.

À la fin des années 1990, une équipe de recherche russe, américaine et française réussit à récupérer près de la base antarctique Vostok une carotte de glace d'une longueur record de plus de 3 000 mètres. Celle-ci permet, dans un article publié en 1999, de reconstruire le climat des 420 000 dernières années — soit quatre cycles glaciaires complets —, approfondissant ainsi les résultats obtenus en 1987 par Claude Lorius, Jean Jouzel et leurs collègues (voir supra). Là encore, les courbes de la teneur atmosphérique en CO2 et de la température sont parallèles, et la comparaison avec la période contemporaine montre que les valeurs maximales de la concentration en CO2 atteintes durant les phases interglaciaires passées sont désormais dépassées, du fait des émissions anthropiques de CO2,.
En 2004, un autre forage, réalisé cette fois près de la base antarctique Concordia, permettra d'étendre encore la reconstitution des climats passés, jusqu'à 800 000 ans, soit huit cycles glaciaires,,.

### Aérosols
Dès les années 1950, les effets des aérosols sur le climat ont été discutés : l'effet de serre dû à l'interaction avec le rayonnement infrarouge et la diffusion et l'absorption de la lumière solaire comme effets directs, ainsi que l'effet indirect en tant que germes de condensation de la vapeur d'eau, ce qui permettrait aux aérosols, même sombres, d'avoir un effet refroidissant - le signe de l'effet global était encore incertain après les années 1990[réf. nécessaire].
La situation était différente pour les aérosols de sulfate clairs. James E. Hansen avait utilisé les données des éruptions volcaniques du Mont Agung en 1963 et d'El Chichón en 1982 pour quantifier l'effet refroidissant des éruptions volcaniques. Dès les années 1960, il était donc clair que les aérosols de sulfate avaient un effet refroidissant sur le climat, ce qui pouvait être facilement vérifié à l'aide de carottes de glace, même pour des éruptions très anciennes[réf. nécessaire].
L'éruption du mont Pinatubo en 1991 s'est avérée être une aubaine pour les climatologues. Ils ont pu vérifier si leurs hypothèses sur les effets des sulfates étaient correctes, car le volcan a émis près de 20 millions de tonnes de dioxyde de soufre, un nuage de sulfate de la taille de l'État américain de l'Iowa. Le groupe de Hansen a prédit un refroidissement d'un demi-degré principalement sur les latitudes nord plus élevées et durant quelques années. C'est exactement ce qui a été observé.

### Évolution des modèles climatiques
Les modèles climatiques ont été paramétrés dans les années 1990 grâce à la connaissance des émissions de sulfate refroidissant des éruptions volcaniques. Une contradiction a ainsi pu être résolue : Si la sensibilité climatique, c'est-à-dire le réchauffement attendu en cas de doublement de la concentration de dioxyde de carbone, devait effectivement être de l'ordre de trois degrés, cela aurait dû apparaître dans l'évolution de la température moyenne mondiale dans les années 1960 et 1970, ce qui n'a pas été observé. Une fois que l'effet refroidissant du dioxyde de soufre est devenu partie intégrante des modèles, l'évolution de la température au cours du XXe siècle a été bien représentée.
Le problème de la trop grande différence de température entre les latitudes polaires et équatoriales a également été résolu au cours de cette décennie : Des études sur des carottes de glace ont révélé que les reconstructions de l'étude CLIMAP, qui indiquaient des températures quasiment inchangées aux latitudes équatoriales pendant les périodes glaciaires, n'étaient probablement pas correctes.
Alors qu'au cours des décennies précédentes, certains paramètres des modèles climatiques devaient être choisis sans fondement physique pour éviter que le modèle n'atteigne des conditions irréalistes, les modèles climatiques des années 1990 semblent avoir atteint un niveau de qualité tel qu'ils ne peuvent plus être amenés à reproduire des données de mesure erronées en choisissant des paramètres appropriés.
Les années 1990 sont également marquées par la création de programmes d'intercomparaison des modèles, qui visent à comprendre d'où proviennent les différences dans les résultats obtenus par chaque modèle. En 1990 est ainsi créé l'Atmospheric Model Intercomparison Project (AMIP), au sein du Laboratoire national Lawrence Livermore, qui dispose de supercalculateurs permettant de faire tourner les modèles de circulation générale ; une large partie de la communauté scientifique des modélisateurs y participe. Ce projet est suivi en 1996 par la création du Projet d'intercomparaison des modèles couplés (CMIP), qui compare les modèles de circulation générale couplés océan-atmosphère ; les cycles de comparaison du CMIP adoptent le rythme de publication des rapports du GIEC, lesquels s'appuient largement dessus,,.

### L'objectif des deux degrés
L'objectif de deux degrés a été formulé à la fin des années 1990 comme la limite applicable au niveau international pour un changement climatique à peu près acceptable. Il a peut-être été proposé pour la première fois par le Conseil consultatif allemand sur le changement global (WGBU). Le WBGU a approuvé la limite dans un rapport de 1995. L'objectif des deux degrés a été adopté par les politiciens et a été au centre de la politique européenne de protection du climat. Il repose sur l'hypothèse que si le réchauffement global dépasse deux degrés, des points de basculement (tipping points) seront atteints, entraînant des conséquences négatives irréversibles et difficilement évaluables.

### Années 2000

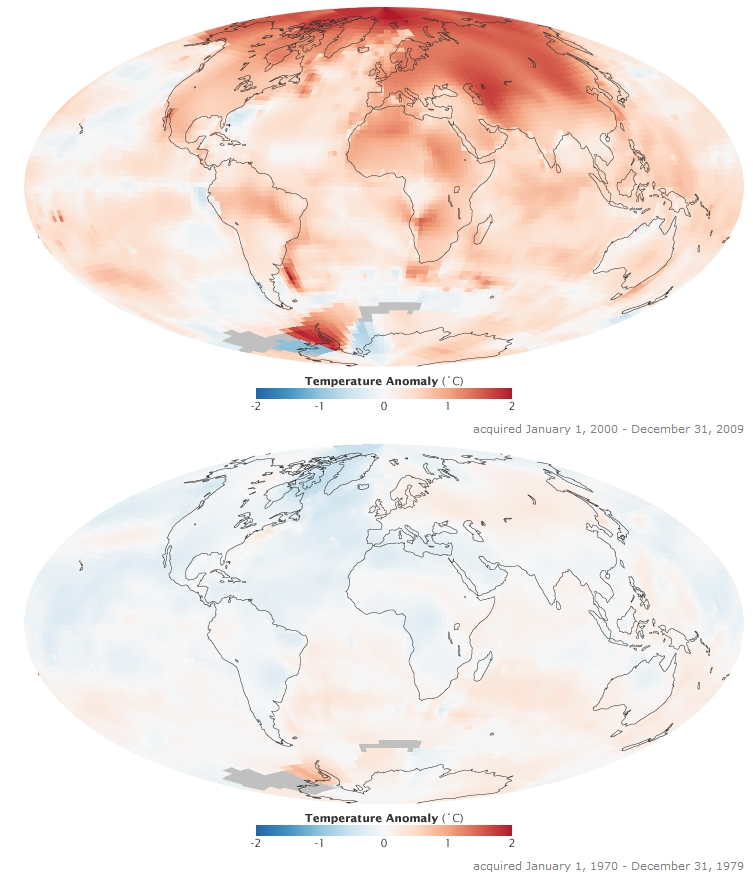
Répartition spatiale du réchauffement climatique : le graphique montre les anomalies de température pour la période 2000-2009 (en haut), la décennie la plus chaude jamais mesurée, et en comparaison les années 1970-1979. Les anomalies sont représentées, c'est-à-dire les écarts par rapport à la moyenne à long terme de la période 1951-1980, et non les températures absolues.

La première décennie du XXIe siècle a été la plus chaude depuis le début des relevés systématiques de température. Si l'on considère les différentes années, 2005 et 2010 ont été les années les plus chaudes depuis le début des mesures.
En climatologie, on savait depuis longtemps que plus de 90% de la chaleur introduite par l'homme dans le système climatique via l'augmentation de la concentration des gaz à effet de serre ne se retrouvait pas dans l'atmosphère, mais dans les océans. Malheureusement, les données sur les températures océaniques étaient très fragmentaires et les données sur les eaux profondes, en particulier, étaient rares, ce qui ne permettait pas de tirer des conclusions fiables sur un éventuel réchauffement des océans[réf. nécessaire].
Le projet Argo, qui a débuté en 2000, s'est précisément attaqué à ce problème. A l'aide d'une flotte de bouées de plongée et de bouées dérivantes automatisées, il a été possible d'enregistrer l'évolution de la température et le contenu thermique des océans dans une qualité et une quantité jusque là impossibles. En novembre 2002, le millionième profil de données a été transmis dans le cadre du projet Argo. Il s'agit du double du nombre de mesures océanographiques effectuées par les navires de recherche au cours du XXe siècle, et ce dès les premières étapes du projet. Actuellement, environ 3.960 bouées Argo sont déployées dans tous les océans du monde (juin 2020), avec une utilisation croissante de flotteurs « Deep Argo » qui enregistrent la température, le contenu thermique et les modèles de courants, y compris dans les eaux profondes.

#### 3erapport d'évaluation du GIEC
Dans le troisième rapport d'évaluation du GIEC, publié en 2001, l'influence de l'homme sur le climat a non seulement été démontrée avec plus de certitude, mais l'amélioration des données a également permis de quantifier l'ampleur de l'influence de l'homme sur le changement climatique. Alors que le deuxième rapport d'évaluation faisait état d'une influence notable de l'homme sur le climat, il est désormais écrit qu'il existe des preuves solides que l'homme modifie le climat de la Terre. Pour illustrer l'ampleur de l'influence humaine, le rapport contenait une reconstruction de la température par Michael E. Mann, connue sous le nom de graphique en crosse de hockey

#### Points de bascule

Éléments de basculement possibles dans le système climatique.

On savait déjà depuis les années 1970 que le climat de la Terre réagissait souvent de manière chaotique : De petits changements peuvent avoir de grands effets, ce qui s'est souvent produit dans le passé lors de changements climatiques brutaux. Dans les années 2000, Hans Joachim Schellnhuber a souligné que le système climatique et les écosystèmes comportaient un certain nombre d'éléments qui avaient tendance à changer de manière difficilement réversible, voire irréversible, c'est-à-dire qu'ils restaient dans leur nouvel état même après la disparition de l'effet qui avait déclenché le changement. Ce comportement est connu sous le nom d'hystérésis dans la théorie des systèmes. Depuis qu'ils ont été mentionnés pour la première fois dans la littérature scientifique, un certain nombre d'éléments de basculement ont été trouvés dans le système terrestre, notamment la calotte glaciaire du Groenland ou la forêt amazonienne,.

#### Confirmation de décennies de prévisions des climatologues
En comparant des données satellites enregistrées en 1970 avec des mesures effectuées en 1997, une publication parue en 2001 a pu démontrer pour la première fois par des mesures que le spectre d'émission de la Terre avait changé. Les spectres montraient clairement le renforcement de l'effet de serre dû à l'augmentation significative de la concentration de gaz à effet de serre depuis 1970. Dans le cadre d'une autre étude, il a également été démontré que l'augmentation de la concentration atmosphérique de dioxyde de carbone, un gaz à effet de serre, avait entraîné une telle augmentation du forçage radiatif qu'il a été possible de le mesurer sur une série de données de huit ans. Le résultat de cette étude a été confirmé en 2015 dans le cadre d'un autre travail portant sur des données recueillies sur une période de 10 ans.
En 2003, une autre prédiction s'est réalisée : le météorologue britannique Ernest Gold avait publié en 1908 qu'il fallait s'attendre à ce que la tropopause s'élève plus haut à mesure que la concentration de CO2 augmente, en raison de l'effet de serre qui en résulte. Cela aussi peut maintenant être mesuré.
Depuis des décennies, les climatologues pensaient qu'un monde plus chaud entraînerait une libération de dioxyde de carbone et de méthane du permafrost. Comme on l'a découvert dans les années 1990 en analysant les données des carottes de forage, cela s'était même produit régulièrement dans l'histoire de la Terre. Dès les années 2000, les craintes se sont concrétisées : Durant les mois d'été, une forte augmentation de la concentration de ces gaz a été observée dans les grandes régions de permafrost de Sibérie et d'Alaska,,. Outre les émissions de gaz à effet de serre d'origine humaine, il existe désormais également des émissions provenant de sources de carbone fossiles, qui se dégazent de la terre en raison du réchauffement induit par l'homme.

Décrochage de la barrière de glace Larsen B (barrière de Larsen) en février 2002.

En 2002, l'effondrement de la calotte glaciaire de Larsen B en Antarctique a attiré l'attention internationale ; en 2008, la plateforme glaciaire de Wilkins s'est rompue ; c'étaient les indicateurs que John Mercer avait vus en 1978 comme signes d'effondrement imminent de la calotte glaciaire de l'Antarctique occidental.

#### L'Anthropocène
En 2008, la commission stratigraphique de la Geological Society of London a constaté qu'il existe désormais de nombreuses preuves que les humains ont initié une nouvelle époque stratigraphique. L'extinction d'espèces, la surpêche, l'acidification des océans, le réchauffement climatique et d'autres processus induits par l'homme ont déjà eu un tel impact sur la Terre qu'ils ont produit un signal biostratigraphique clair et permanent. Le terme Anthropocène (du grec ancien ἄνθρωπος ánthrōpos « homme ») a été choisi parce que les humains sont devenus le facteur qui modifie principalement la Terre. La décision sur la mise en œuvre de l' Anthropocène dans le système stratigraphique appartient à la Commission internationale de stratigraphie (ICS), au sein de laquelle le groupe de travail sur l'« Anthropocène » examine depuis 2011 en détail les différents aspects de la proposition,.

#### Confirmations supplémentaires

Les changements de forçage radiatif entre 1750 et 2005, tels qu'estimés par le GIEC.

Le quatrième rapport d'évaluation du GIEC de 2007 indique que la cause principale du réchauffement climatique est « très probablement » les émissions de gaz à effet de serre d'origine humaine, avec une probabilité déclarée de plus de 90%. Lors de la présentation du rapport le 2 février 2007, la vice-présidente du GIEC, Susan Solomon, a cité le message central du rapport:

« La conclusion la plus importante est que le réchauffement du climat est maintenant clair, et cela devient évident grâce aux observations des températures de l'air et de l'océan, de la fonte des neiges et des glaces, de l'élévation du niveau de la mer. »

En 2007 également, le GIEC reçoit le prix Nobel de la paix, conjointement avec l'ancien vice-président américain Al Gore. En 2009, le « Diagnostic de Copenhague » a été mis à jour après la parution du rapport AR4 de 2007. Les auteurs ont écrit que l'ampleur de certaines évolutions indiquées dans le dernier rapport du GIEC avait été sous-estimée. Par exemple, la couverture de glace de mer arctique était 40% plus faible que ce que les modèles informatiques prévoyaient l'année de la publication de l'AR4 (2007). L'élévation du niveau de la mer au cours des 15 dernières années a dépassé de 80% les prévisions du GIEC. En conséquence, les prévisions concernant l'élévation future du niveau de la mer jusqu'en 2100 ont été revues à la hausse: on s'attend désormais à une élévation deux fois plus importante.

### Années 2010
En 2011, une nouvelle plateforme a été créée avec la revue Nature Climate Change, sur laquelle les scientifiques peuvent publier leurs découvertes sur les processus et les conséquences du changement climatique.
Par ailleurs 2011 n'a pas seulement été l'année où la teneur en dioxyde de carbone de l'atmosphère a été la plus élevée jamais mesurée, elle a également été l'année où les émissions de dioxyde de carbone ont été les plus importantes au monde, avec une augmentation de 3 % par rapport à l'année précédente. En raison des investissements réalisés dans les sources d'énergie émettrices de dioxyde de carbone, une augmentation de 80 % du taux d'émission entre 2010 et 2020 semblait presque certaine.
Les progrès rapides de la datation radiométrique et le développement de méthodes de détection biogéochimiques dans le cadre de la paléoclimatologie ont entraîné une augmentation considérable de la précision des mesures et, par conséquent, une réévaluation partielle des événements géologiques, géophysiques et biologiques. Grâce aux méthodes de datation modernes, il est devenu possible de délimiter plus précisément dans le temps les variations climatiques du passé géologique, de les reconstruire de manière de plus en plus détaillée et de comparer leur évolution ou leur ampleur avec le réchauffement actuel. Ces études et d'autres similaires ont contribué de manière décisive à l'élargissement constant des connaissances fondamentales documentées dans la littérature scientifique. Selon une étude de 2016, plus de 220 000 travaux de climatologie évalués par des pairs ont été publiés entre 1980 et 2014.
En 2013, l'analyse des mesures satellitaires, qui couvrent désormais une période de plus de 30 ans, a permis de démontrer clairement, d'une autre manière, l'influence humaine sur le changement climatique en cours. Ainsi, les données de mesure ont montré un refroidissement de la stratosphère et un réchauffement simultané de la troposphère. Cet effet ne se produit que si le réchauffement est causé par une augmentation des concentrations de gaz à effet de serre, car une activité solaire accrue aurait également réchauffé la stratosphère.

#### 5erapport d'évaluation du GIEC
Le cinquième rapport d'évaluation du GIEC (septembre 2013) a confirmé les conclusions des rapports climatiques précédents et a réduit les incertitudes concernant l'influence de l'homme sur le climat. Ainsi, les experts écrivent désormais qu'il est extrêmement probable que l'homme soit la cause principale du réchauffement global observé depuis 1950.

#### L'Antarctique occidental fond au-delà du point de basculement
En 2014, plusieurs publications indépendantes ont établi que la fonte de la calotte glaciaire de l'Antarctique occidental avait très probablement déjà dépassé son point de basculement, c'est-à-dire que la calotte glaciaire est désormais si instable que la poursuite de sa fonte ne peut plus être stoppée (cf. Éléments de basculement dans le système terrestre). Une calotte glaciaire de la taille de la France risque fort de se désagréger dans les 100 à 300 prochaines années, entraînant une élévation du niveau de la mer d'un mètre en moyenne à l'échelle mondiale,. Ces résultats ont confirmé les prédictions de John Mercer de 1978.

Le satellite Sentinel-3A montre la péninsule antarctique et la plateforme glaciaire adjacente de Larsen, d'où s'est détaché un énorme iceberg en juillet 2017.

Dans la région de la péninsule antarctique, un morceau d'environ 5 800 km2 de la calotte glaciaire Larsen C s'est détaché le 12 juillet 2017 (2 fois plus grand que le Luxembourg), réduisant ainsi sa superficie d'environ 12%. La masse de l'iceberg est d'environ un milliard de tonnes ; il compte parmi les plus grands icebergs jamais observés. Sa disparition risque de déstabiliser et de dissoudre Larsen C.
En revanche, aucune tendance claire ne se dessine pour l'Antarctique de l'Est. Une équipe internationale d'experts, composée d'environ 80 spécialistes du système terrestre et des géosciences, a publié en juin 2018 l'étude la plus complète jamais réalisée sur ce sujet, dont le résultat est que la calotte glaciaire de l'Antarctique oriental est actuellement stable dans ses zones centrales et ne présente pas de perte de masse significative, contrairement à d'autres régions de l'Antarctique.

#### Attribution des événements climatiques extrêmes
Les années 2010 sont marquées par le rapide développement de la science de l'attribution, née au début des années 2000, qui consiste à évaluer si la survenue d'un événement climatique extrême (vague de chaleur, cyclone, etc.) précis a été rendue plus probable par le changement climatique — jusqu'alors, il était uniquement possible d'indiquer si les événements d'une catégorie donnée devenaient plus fréquents. Pour cela, elle s'appuie généralement sur des modèles climatiques qui simulent une planète fictive sans réchauffement climatique, tandis que d'autres méthodes cherchent à mettre en évidence comment le changement climatique altère les caractéristiques (étendue géographique, intensité, etc.) d'un événement climatique,,,. L'attribution des événements extrêmes permet de rendre plus tangibles auprès du grand public et des médias les impacts du changement climatique,.

### Années 2020
Lors de la réunion AGU Fall de l'American Geophysical Union en décembre 2021, une équipe de chercheurs de l'International Thwaites Glacier Cooperation a exprimé la crainte que la calotte glaciaire qui stabilise le glacier Thwaites ne s'effondre dès les cinq prochaines années. On estime que ce glacier, qui a à peu près la taille de la Grande-Bretagne, fondra ainsi environ 25 % plus rapidement. Actuellement, il contribue à hauteur de 4 % à l'élévation actuelle du niveau de la mer. La fonte totale de ce glacier entraînerait à elle seule une élévation globale du niveau de la mer d'environ 65 cm.
En 2022, une étude parue dans Nature montre que la calotte glaciaire de l'Antarctique oriental, qui contient la grande majorité de la glace des glaciers de la Terre et ferait augmenter de 52 mètres le niveau des océans si elle fondait entièrement, a perdu de la glace lors des dernières décennies alors qu'on la pensait moins sensible au changement climatique.
Toujours en 2022, une étude parue dans Nature explique que la croissance du méthane atmosphérique a atteint un taux exceptionnellement élevé en 2020 malgré la probable diminution des émissions anthropiques de méthane pendant les périodes de confinement liées au COVID-19. Cette hausse est due à deux facteurs : des composés OH moins présents dans l'atmosphère en 2020 (ces composés provenant des émissions d'oxydes d’azote et de monoxyde de carbone) et des émissions de méthane naturelles plus élevées des zones humides à cause du climat plus chaud et plus humide agissant comme un mécanisme de rétroaction positive,.
Le sixième rapport d'évaluation du GIEC affirme comme un « fait établi » que les émissions de GES anthropiques sont la cause d'une hausse de la fréquence et de l'intensité de certains événements climatiques extrêmes depuis l'ère préindustrielle, et accorde un « haut degré de confiance » à la hausse de la fréquence et de l'intensité des vagues ou pics de chaleur, à la diminution des vagues de froid, et à leur attribution aux activités humaines.

#### Poursuite du réchauffement climatique

Reconstruction de l'évolution des températures mondiales au cours des 2000 dernières années, y compris le réchauffement anthropique (d'après PAGES 2k Consortium, 2019).

Il existe un large consensus scientifique sur le fait que le changement climatique actuellement observé devrait se dérouler plus rapidement que toute phase de réchauffement connue des cinquante derniers millions d'années,. Même pendant le maximum de température du Paléocène/Éocène - un climat chaud extrêmement prononcé dans une période de temps géologiquement très courte - l'apport de carbone atmosphérique et l'augmentation associée de la température avaient des taux d'augmentation moyens annuels nettement inférieurs à ceux d'aujourd'hui. Contrairement aux hypothèses antérieures, l'apport supplémentaire de CO2 ne diminuera que progressivement, même si les émissions sont en grande partie stoppées, et sera encore détectable dans une mesure significative dans plusieurs milliers d'années. Sur cette base, certaines études, y compris la sensibilité climatique du système terrestre, postulent une période interglaciaire plus longue de l'ordre de 50 000 à 100 000 ans. Divers éléments de basculement dans le système terrestre ont été identifiés comme des dangers potentiels supplémentaires, qui déclencheraient des processus à court terme et irréversibles si le réchauffement se poursuivait. De telles évolutions modifieraient considérablement l'image de la Terre, notamment en raison du déplacement des zones climatiques et de végétation qui en résulterait et de la fonte généralisée des calottes glaciaires de l'Antarctique occidental et du Groenland, entraînant une hausse correspondante du niveau des mers.
En revanche, les mécanismes naturels de contrôle de la liaison du dioxyde de carbone tels que la sédimentation ou les processus d'altération géochimique (altération CaCO3) sont trop lents pour entraîner la réduction durable du CO2 dans un délai raisonnable. L'échange complet de dioxyde de carbone atmosphérique basé sur le cycle carbonate-silicate prend environ 500 000 ans. Bien que les océans soient connus pour être des puits de carbone efficaces, seule une partie relativement faible du CO2 est stockée dans les sédiments des grands fonds marins à moyen terme. De plus, des quantités importantes de CO2 (ainsi que de méthane) pourraient être à nouveau dégazées lorsque la température de l'eau de mer augmentera. La réaction relativement lente du cycle du carbone inorganique à une augmentation rapide des gaz à effet de serre était déjà connue de Svante Arrhenius. Bien qu'à la fin du XIXe siècle, les taux d'émission de l'époque étaient encore relativement peu significatifs, Arrhenius mentionne explicitement la longue durée de résidence du carbone dans l'atmosphère et les océans dans son ouvrage Sur l'influence de l'acide carbonique dans l'air sur la température du sol (1896). Le rôle des processus d'altération en tant que facteur d'influence important dans le système climatique a longtemps été un sujet de niche dans la littérature spécialisée et n'a été traité sur une base plus large qu'à partir des années 1980.

#### Impact sur la prochaine période glaciaire
Un aspect essentiel du réchauffement global actuel est son impact sur le prochain événement glaciaire au sein de l'ère glaciaire cénozoïque. La tendance au refroidissement de ≈0,1 °C par millénaire en moyenne, qui a débuté après l'optimum climatique de l'Holocène, est considérée comme le signe avant-coureur et le premier signe de l'approche d'un climat glaciaire. Les études récemment publiées, basées sur une analyse précise des phases glaciaires passées, y compris les cycles de Milanković, arrivent à la conclusion qu'une vague de froid est causée par des fluctuations même mineures du système climatique terrestre et, surtout, par les changements graduels dans les paramètres orbitaux de la Terre. Selon celle-ci, dans des conditions normales (c'est-à-dire hors émissions anthropiques), la prochaine période glaciaire ne commencerait pas avant plusieurs dizaines de milliers d'années. Cette période, inhabituellement longue pour un interglaciaire comme l' Holocène, s'étendra vraisemblablement sur un total de 100 000 ans à une valeur initiale de CO2 atmosphérique supérieure à 500 ppm et donc quasiment le double. Cela signifie la perte d'un cycle complet de période glaciaire en raison de l'intervention humaine dans le système climatique.